# Ferrocarril Amorebieta-Bermeo

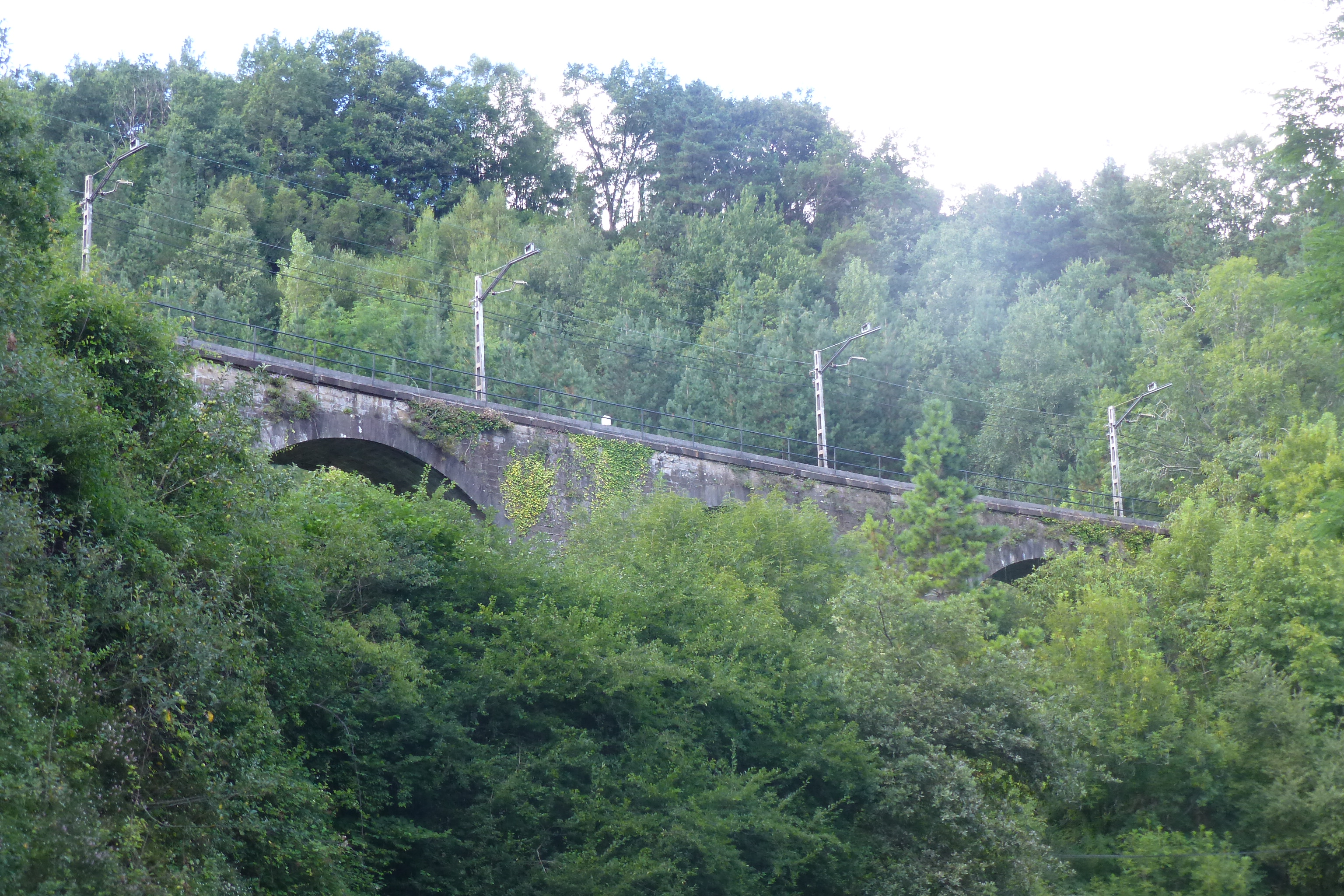
Viaducto de Torrebarria sobre el río Oca.

El ferrocarril Amorebieta-Bermeo es una línea férrea de vía estrecha que une las localidades vizcaínas de Amorebieta y Bermeo en el País Vasco, España. En la actualidad está integrada dentro de la red de Euskal Trenbide Sarea, perteneciente al Gobierno Vasco, siendo principalmente empleada para transporte suburbano de pasajeros, mediante la línea E4 de Euskotren Trena. Al ferrocarril se le conoció popularmente por el nombre de «Gernikatxu».
La línea férrea Amorebieta-Bermeo tiene una longitud de 34,99 km y se formó con la unión de tres tramos diferentes; el tramo Amorebieta-Guernica y Lumo de 14,51 km de longitud inaugurado el 4 de agosto de 1888, el tramo Guernica-Pedernales de 9,48 km de longitud inaugurado el 15 de marzo de 1893 y el tramo Pedernales-Bermeo de 11 km de longitud que se inauguró el 16 de agosto de 1955. La conexión Pedernales-Bermeo se cubrió previamente con un tranvía a tracción animal que se inauguró el 1 de septiembre de 1896.

## Historia
El 31 de junio de 1884 se incluye, por orden del Ministerio de Fomento, en el Plan General de Ferrocarriles y que se declarara de servicio general la de Guernica a Bermeo, inclusión que se hace por petición de Francisco Rispa Perpiñá y Toribio Íscar Sáez.
En 1882 se inaugura la línea férrea de vía estrecha que une Bilbao con la población de Durango. La construye y explota la "Compañía del Ferrocarril Central de Vizcaya" que luego se integraría en Ferrocarriles Vascongados, una de sus estaciones era la de la población de Amorebieta. En marzo de ese mismo año se autoriza a Francisco Rispa Zornoza a realizar los primeros estudios sobre una línea férrea para unir Amorebieta con Guernica y Lumo. Rispa transfirió posteriormente sus derechos al arquitecto Luis Landeche.
Decreto Ley del 20 de febrero de 1885 para "la construcción, sin subvención directa del Estado, de un ferrocarril económico que partiendo en Amorebieta termine en Guernica y Lumo" a favor de Luis de Landeche Urries quien promueve la constitución de "Compañía del Ferrocarril de Amorebieta a Guernica y Lumo" que queda establecida el 17 de junio de 1885 y tiene la finalidad de realizar "la construcción y explotación del ferrocarril que uniría Guernica con la línea del Ferrocarril Central de Vizcaya y por ende, con Bilbao". El proyecto había sido redactado en 1884 y fue aprobado por el Ministerio de Fomento el 11 de mayo de 1886 y concedido a la "Compañía del Ferrocarril de Amorebieta a Guernica y Luno".
La línea férrea, realizada en ancho métrico, cuenta con un trazado de 14,51 km cruzando el puerto de Autzagane mediante dos túneles, de 26 y 148 m de longitud respectivamente, luego se pliega al cauce del río Oca. Dos túneles más, de 31 y 14 m, se ubican entre Zugastieta y Muxika.
Cuenta con 4 estaciones y 2 apeaderos. Las estaciones son Amorebieta, Zugastieta, Muxika y Guernica. Los apeaderos son Amorebieta Geralekua y Lurgorri. Es inaugurada el 4 de agosto de 1888 y comienza su explotación con trenes, unos que directos hasta Bilbao y otros que parten de Amorebieta. Para ello se realiza un acuerdo de explotación conjunta del tramo Amorebieta Bilbao con la Compañía del Ferrocarril Central de Vizcaya.
El 3 de julio de 1891 "Compañía del Ferrocarril de Amorebieta a Guernika y Luno" obtiene la concesión para la construcción y explotación del tramo Guernica - Pedernales con la facultad de continuarlo a Mundaca y Bermeo pero sin subvención del estado. Esta concesión obliga a la construcción del tramo en un periodo no superior a 4 años, concediéndoles 99 años para su explotación. El ferrocarril es declarado "de utilidad pública".
El 15 de marzo de 1893 entran en servicio los 9,48 km del tramo que une Guernica con Perdernales haciendo que la línea tenga un total de 25 km de longitud y aumentando el número de estaciones y apeaderos. Las vías corren por el lado izquierdo del Oca ya convertido en ría. Se añaden las estaciones de Guernica Instituto, Forua, Murueta, Busturia San Cristóbal, Busturia Axpe y Pedernales, donde se unía con el tranvía de tracción animal Pedernales Bermeo.
En el proyecto inicial redactado por Pablo Alzola en 1884 se estimaba que el ferrocarril daría servicio a una población de unas 42 333 personas que podrían generar un tráfico de 117.426 viajeros al año. También se estimaba que serviría para el transporte de mercancías, pesca de los puertos de Bermeo, Elanchove y Lequeitio, hierro de las minas de Rigoitia (que nunca llegaron a realizar una producción relevante) y productos ganaderos, agrícolas y forestales.

### Los comienzos

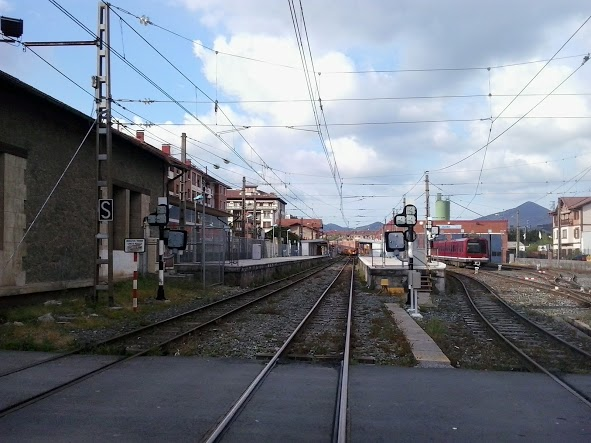
Vista de la playa de vías de la estación de ferrocarril de Gernika en Vizcaya País Vasco.

El 22 de marzo de 1882 el Gobierno Civil de Vizcaya da luz verde a la petición de Francisco Rispa Perpiñá para realización de estudios técnicos para la construcción de una línea férrea desde Amorebieta a Guernica. En la petición realizaba se señalaba la voluntad de que dicha línea se pudiera prolongar hasta el puerto de Bermeo. AL no poder realizar el estudio en el año que establecía la legislación vigente en la época Rispa tuvo que solicitar una prologa de seis meses que le fue concedida el 6 de abril de 1883.
El proyecto realizado por Rispa fue adquirido por el arquitecto Luis de Landecho y Urries quien obtuvo licencia para, como decía el decreto ley del 20 de febrero de 1885, "la construcción, sin subvención directa del Estado, de un ferrocarril económico que partiendo en Amorebieta termine en Guernica-Luno" y que permitía el aprovechamiento de terreno público y a expropiación forzosa de aquellos terrenos privados que se precisaban para el tendido de la línea férrea. La concesión para la explotación del ferrocarril fue de 99 años.
El 17 de julio de 1885 se constituía la "Compañía del ferrocarril de Amorebieta a Guernica y Luno" en Bilbao ante el notario Félix de Uríbarri. La empresa se creaba con un capital social inicial de 1.250.000 pesetas divididas en 2500 acciones de 500 pesetas cada una de ellas. Las acciones se repartieron entre diferentes familias y hombres fuertes de Vizcaya vinculados con la burguesía bilbaína y círculos del poder de los pueblos beneficiados, muy cercanos, todos ellos, al partido conservador. Quedando solamente 50 acciones a disposición del Consejo de Administración.
El primer Consejo de Administración se constituyó de la siguiente forma:
Presidente
- Luis de Landecho

Vocales
- Manuel Mª Gortazar
- Juan Bautista de Longa
- Diego de Anitua
- Juan Manuel Allende Salazar
- Ramón de Pagazaurtundua
- Anastasio Goiri
- Fernando de Landecho
- Hilario Iturrioz

Suplentes
- Ramón de Ibarra
- Juan de Nardiz
- Juan de Arellano[3]

### La construcción
El ingeniero Pablo de Alzola fue el encargado de dirigir las obras de tendido de la línea férrea. Junto a él participa el arquitecto Luis de Landecho que se encarga del diseño de las estaciones de la línea.
El proyecto se divide en cuatro partes encargando cada una de ellas a diferentes responsables. La ejecución de la primera parte se encarga a Juan Antonio de Iza y Benencio Garamendi, la segunda queda en manos de Julián Ibáñez Aldecoa, la tercera de Juan Antonio Basterrechea y la cuarta de Eladio Pertica. Los edificios y andenes son construidos por Ramón Arriola.
Alzola era un defensor de la vía ancha pero al ser la línea férrea Bilbao - Durango de ancho métrico y al enlazar esta en Amorebieta con el nuevo trazado se vio obligado a realizar el mismo en vía estrecha, aun así se proyectó la traza con un gálibo suficiente para su conversión en vía ancha.
El domingo 22 de julio de 1888 se realizaba una prueba general de todo el trayecto. Esta prueba, que fue ampliamente recogida en la prensa de la época, se realizó el recorrido con un tren conformado por una locomotora y cuatro vagones, dos de ellos de coches de transporte de pasajeros, uno de primera y otro de tercera, y otros dos vagones de carga, etse material fue cedido por la "Compañía del Ferrocarril Central de Vizcaya" al no haber llegado todavía el material móvil adquirido en Gran Bretaña a la empresa Sharp Stewart Co. Ltd. de Glasgow. El trayecto fue realizado por Pablo de Alzola con algunos familiares y varias autoridades y periodistas. El periódico de Bilbao "El Noticiero Bilbaíno" en su reportaje del día 24 de junio describía la línea construida de la siguiente manera; 

El ferro-carril de Amorebieta a Guernica es aproximadamente de 15 kilómetros, tiene por ahora dos estaciones intermedias, que son las de Zugastieta
y Múxica, dos túneles que son el de Aunzagana, de 663 m y el
de Ausperricha, de 68; un puente de hierro construido en la fábrica de Altos
Hornos de Baracaldo y emplazado sobre el Ibaizábal en Amorebieta,
y otros varios de sillería en la garganta de Oca, y entre sus obras de fábrica
se cuenta el admirable viaducto de Torrebarria, oblicuo y de cinco arcos
cuya máxima altura es de 27 m por 2 de luz [sic].

Los muros de terraplenes, generalmente del bello sistema de cantería llamado
mosaico, son numerosos y también notabilísimos por su belleza y
solidez.

Las estaciones,de este mismo sistema,aventajan sin duda alguna por su amplitud,
bien estudiado servicio y belleza artística, a las de de todos o la mayor
parte de los ferrocarriles de España. La de Guernica, emplazada en la
vega y a medio centenar escaso de la calle más baja de la villa, es donde el
ingeniero Alzola ha echado, como vulgarmente se dice, el resto de su buen
gusto: su fábrica es de sillería y mosaico azul de piedra volcánica, que hace
hermoso efecto, y la fachada principal opuesta al andén y por tanto frontera
a la villa, ostenta el escudo de armas de ésta y es bellísima.

La estación de Guernica estaba ubicada y planteada de tal forma que permitiera la construcción del ramal que llegaría hasta Bermeo. Para la realización de ese tramo se había dado concesión al bermeano Manuel María de Arrótegui. El viaje, que fue rematado con una comida de honor presidida por el entonces alcalde de la Villa Foral Diego de Anitua.
El 13 de agosto de ese mismo año se inauguraba y abría al público la línea férrea, los actos se llevaron a cabo en Amorebieta donde el cura párroco bendijo las dos locomotoras que daban vida a la nueva instalación. Las locomotoras eran las denominadas "Guernica y Luno" y "Zugastieta" y estaban engalanadas con escudos, banderolas y guirnaldas de laurel y flores. La ceremonia, eminentemente religiosa, fue completada con música de chistu y tamboril así como con cohetes, mientras que la comitiva partía rumbo a Guernica y Luno. Los medios de la época dan relevancia al reto técnico del túnel de Autzagane con sus más de 600 m de longitud y el viaducto de Oca.
La comitiva, compuesta por dos trenes, llegó a Guernica y Luno donde fue recibida al son del Gernikako Arbola. En Guernica, después de visitar el Árbol, se celebró un banquete en elq ue participaron 97 comensales. Lo presidió el presidente del Consejo de Administración del ferrocarril y Diputado a Cortes Luis Landecho. Tras la comida se dieron brindis en honor de las autoridades y la paz, así como el recuerdo de los fueros y otros asuntos de la actualidad. Tras los brindis se realizó el viaje de vuelta a Amorebieta.

### Continuación hacia Bermeo

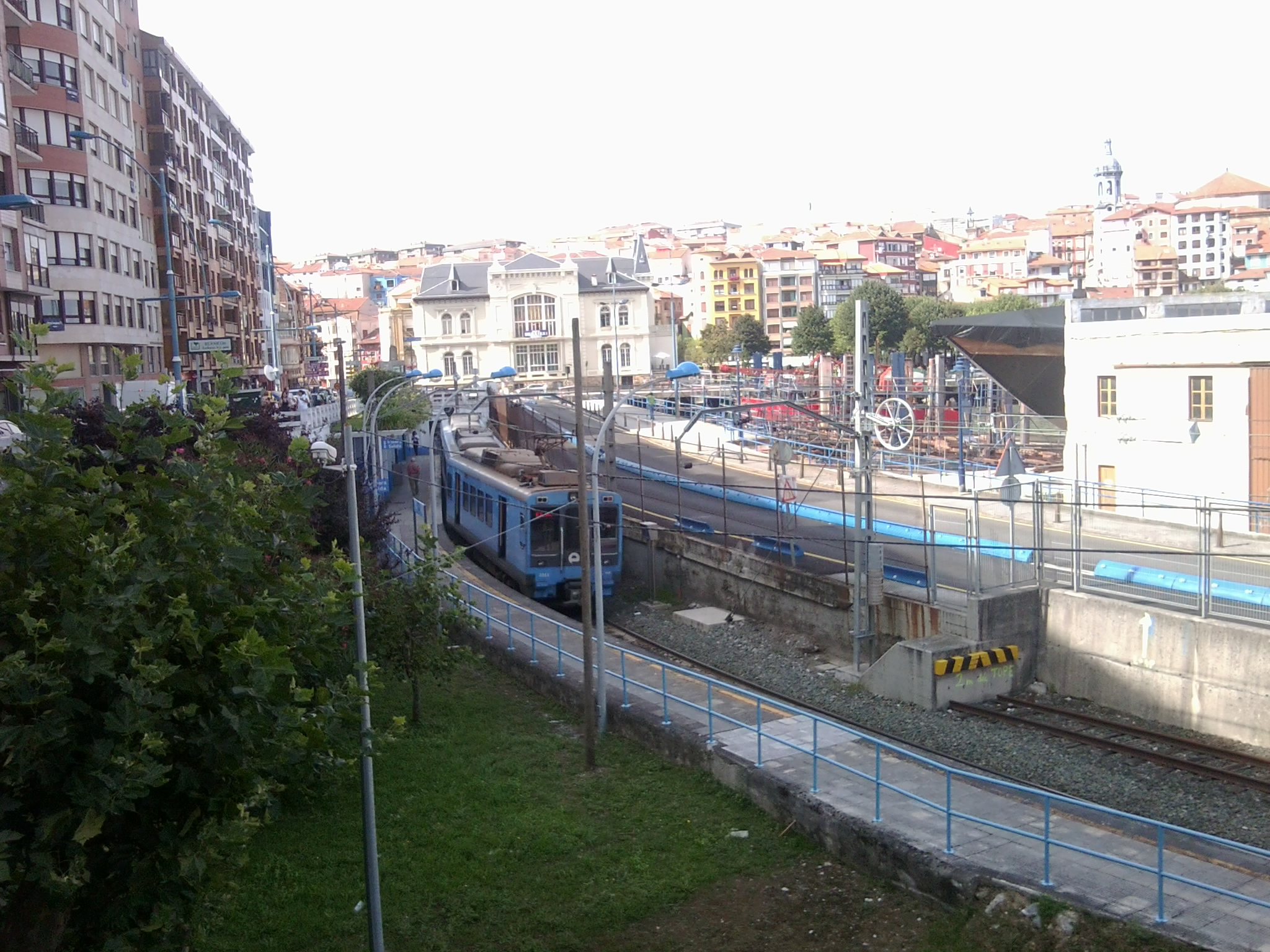
Estación de Bermeo

Antes de la inauguración de tramo hasta Guernica y Luno el propio Luis de Landecho, que era el concesionario de la línea y también diputado en cortes, realizó las acciones pertinentes para que el gobierno del estado concediera el tramo Guernica y Luno a Bermeo al pequeño accionista de su ferrocarril Manuel María Arrótegui (tenía 20 acciones). El Real Decreto del 6 de julio de 1888 declaraba de utilidad pública este tramo del ferrocarril y por lo tanto daba derecho a la expropiación forzosa y a la utilización de terrenos de dominio público para su construcción. La nueva línea discurría, en una buena parte de su recorrido, sobre las marismas de la ría del Urdaibai.
Aunque las gestiones para trasladar la concesión a nombre de la Compañía del Ferrocarril de Amorebieta a Guernica y Luno comenzaron casi inmediatamente después de su concesión, los trámites se complicaron y dilataron. La empresa decidió realizar la construcción del tramo hasta la costa, hasta Pedernales, dejando para más adelante el tramo costero hasta Bermeo que era más dificultoso.
Además de la dificultad técnica del trazado estaba la existencia de otro proyecto ferroviario que llegaba a Bermeo desde Munguía mediante el ferrocarril de Luchana a Munguía. Esto llevó a la compañía a rechazar la oferta de Juan Bautista de Longa a pagar de su bolsillo la diferencia entre el coste por kilómetro de la prolongación de la línea desde Pedernales hasta Mundaca, su localidad natal, respecto al que había costado la línea de Amorebieta a Guernica.
El 7 de agosto de 1891 las Cortes concedían la cesión de la línea Guernica y Luno a Pedernales a la Compañía del Ferrocarril de Amorebieta a Guernica y Luno y señalaban la posibilidad de ampliación a Mundaca y Bermeo. El Real Decreto del 6 de mayo de 1892 aprobaba definitivamente el proyecto y el 6 de septiembre se publicaba el pliego de condiciones, dando un plazo de comienzo de obras de cuatro meses y para la conclusión de la misma de 4 años. El 15 de mayo de 1893 se procedía a la inauguración del tramo que unía Guernica con Pedernales.
La empresa cambio de denominación pasando a llamarse "Compañía del Ferrocarril de Amorebieta a Guernica y Luno y Pedernales": también aumentaba el número de estaciones y se procedió a la ampliación del capital social (la nueva línea se había construido con recursos de la propia empresa) sacando dos series de obligaciones, la primera de 1250 títulos de 500 pesetas y la segunda de 1500 títulos de igual valor.

### Los Gandarias
En 1896 Pedro Pascual Gandarias accede a la presidencia del Consejo de Administración pasando de esta forma el control de la empresa a la familia Gandarias que lo mantendría hasta 1932 cuando abandonaron la explotación. En 1901 Juan Tomás Gandarias sustituye a su padre en la presidencia del Consejo de Administración.
Juan Tomás Gandarias hace del ferrocarril el eje de la industrialización de la comarca. En 1913 inicia desde el ayuntamiento de Guernica, el cual controlaba políticamente siendo alcalde del mismo Isidoro León y Arreguia que a la vez era gerente del ferrocarril, la de la fábrica de armas eibarresa de Esperanza y Unceta y seguidamente la fábrica de productos lácteos "Los pirineos".
Propietarios de la Isla de Txatxarramendi construyen en ella un importante centro turístico aprovechando para ello el ferrocarril. Unen directamente con un puente la estación de Pedernales con su hotel Balneario ubicado en al isla.
El 14 de abril de 1926 la empresa es admitida en el "Estatuto Ferroviario" propiciado por el gobierno del Directorio Militar de Primo de Rivera. El "Estatuto Ferroviario" había sido promulgado por el Real Decreto Ley del 12 de julio de 1924 y tenía como objetivos:
- Aportación de capitales del Estado para la realización de mejoras en la red ferroviaria española.
- Establecimiento de nuevas tarifas que permitieran garantizar la viabilidad económica de las empresas.
- Implantación de una nueva legislación que debía facilitar en el futuro el rescate de las líneas por parte del Estado.
- Intervención en la gestión de las empresas, controlando aspectos tan importantes como su creciente endeudamiento.

Con ello el ferrocarril Amorebieta-Guernica-Pedernales mantenía la línea de financiación proveniente de las ayudas estatales, conseguía recursos para la renovación de su parque móvil e instalaciones e intentaba lograr recursos para la ampliación hasta Bermeo.
A partir de 1927, con el aumento de la competencia del transporte por carretera, se abre un periodo de perdidas que lleva a abandonar la concesión en 1932, tras el derogamiento del "Estatuto Ferroviario" en 1931 por el gobierno de la república lo que supuso la suspensión de la financiación estatal.

### En manos públicas
Tras la pérdida de la subvención estatal emanada de la derogación del  "Estatuto Ferroviario" se modifica la ley de ferrocarriles y propiciando el abandono de las concesiones de las líneas. Algunas de ellas quedaron sin servicio. El 31 de marzo de 1932 el Estado se hace cargo del ferrocarril Amorebieta Pedernales. Es Ministro de Obras Públicas era Indalecio Prieto, que aunque de origen asturiano es bilbaíno de adopción y residencia siendo Diputado a Cortes por Vizcaya.
Se nombra a Juan Alonso Gato, que era Sobrestante de la primera División de Ferrocarriles, delegado del estado para la dirección de la línea. Alonso está asistido por en Consejo formado por representantes de la Diputación de Vizcaya, ayuntamientos implicados agentes y obreros del ferrocarril. Se intenta arrendar la línea a Ferrocarriles Vascongados, quien rechaza el ofrecimiento.
El 30 de septiembre de 1932 la Explotación de Ferrocarriles por el Estado se hace cargo de definitivamente de la línea y el 11 de noviembre se suspende por parte de la Dirección
General de Ferrocarriles, Tranvías y Transportes por carretera la concesión que la Compañía de
Automóviles Vascongados, filiar de Ferrocarriles Vascongados, tenía en la línea Bermeo - Bilbao. Esto hace que Ferrocarriles Vascongados se interese por la explotación de la línea Amorebieta-Guernica y Luno-Pedernales.
Tras una negociación con el estado se llega a un acuerdo con Ferrocarriles Vascongados, acuerdo que incluye también el transporte por carretera y la concesión a Autobuses vascongados de la línea Bermeo-Bilbao. A finales de 1933 se realizan la concesiones de carretera y queda regularizado mientras que discrepancias políticas, por un lado los socialista que no veían bien el despido de trabajadores que exigían los nuevos gestores y por otro los valedores de estos, paralizaron la consecución del acuerdo, complicándose todo ello por los hechos de octubre de 1934en los cuales se declararn en huelga los trabajadores del ferrocarril y luego fueron despedidos los más destacados entre ellos el propio responsable de la explotación Juan Alonso Gato. En estos sucesos fue asesinado el principal valedor del convenio entre las dos empresas, el diputado tradicionalista Marcelino Oreja Elósegui.
La Explotación de Ferrocarriles por el Estado realizó mejoras en la línea renovando tramos de vía y reforzando el parque móvil con material rodante procedente, principalmente, del Ferrocarril Vasco Navarro a la vez que mejoraban las condiciones de los trabajadores aumentando significativamente los salarios.
Tras el intento de golpe de Estado del 18 de julio de 1936 y la posterior guerra civil la dirección del ferrocarril pasa a manos del Comité Obrero liderado por lo militantes de UGT Juan Maguregui y José Hidalgo. este Comité Obrero mantiene la gestión del ferrocarril hasta el 28 de febrero de 1937 cuando se traspasa al Departamento de Obras Públicas del Gobierno Provisional de Euzkadi integrándose en el Consejo Central de Explotación de los Ferrocarriles de Euzkadi.
El 29 de abril de 1937, tras entrar las tropas alzadas contra el gobierno de la república, el ferrocarril pasa a manos de los alzados. Los daños causado por el conflicto bélico a la línea fueron cuantiosos. Las instalaciones ferroviarias de Guernica fueron destruidas en el bombardeo de la villa el 26 de abril y el puente sobre el Ibaizabal en Amorebieta fue volado por las tropas republicanas en un afán retrasar el avance de los facciosos.
El 19 de junio de 1937, ya bajo la dirección del gobierno de Franco, el ferrocarril vuelve al servicio activo, aunque con grandes dificultades. El 14 de julio de 1938 entra en servicio el nuevo puente sobre el Ibaizabal en Amorebieta y se reconstruyen las instalaciones ferroviarias de Guernica. La plantilla es depurada despidiendo o castigando a aquellos trabajadores que se consideran como desafecto al régimen.
En el periodo de postguerra el ferrocarril obtiene un notable incremento del tráfico derivado de la nueva situación, en principio por la dificultad que encontraba el transporte por carretera y luego por el desarrollo industrial que iba adquiriendo la comarca.
Desde 1939 a 1954, cuando se inaugura la ampliación a Bermeo, se realizan diversas obras de mejora de la línea, como la renovación integral de la vía y el incremento del material móvil, provenientes de otros ferrocarriles y de nueva construcción. La renovación culmina con la electrificación de la totalidad de la línea que se realiza junto a la ampliación de la misma hasta Bermeo.

### La estación de Pedernales
La estación término de la nueva línea, que daba servicio a la población de Pedernales, se ubicó en terreno perteneciente al municipio de Busturia. En terrenos del caserío Santarena que hasta 1887 perteneció a Guernica y luego, por el Decreto ley del 24 de enero de 1887 pasó a pertenecer a Busturia. Dicho decreto fue impulsado por los diputados Luis de Landecho y Manuel Allende Salazar en vísperas de la construcción del ferrocarril.
Desde la misma inauguración de la línea el nombre de la estación fue objeto de polémica, al reclamar el ayuntamiento de Busturia que dicha estación llevara en nombre de su municipio. En 1903 se rotula con la leyenda «Jurisdicción de Busturia» que se mantuvo hasta 1941 cuando se perdió por un vendaval el 22 de septiembre de 1941. Aunque Busturia pidió repetidamente que se repusiera el rótulo, la compañía no lo hizo hasta que el 19 de febrero de 1960 cursa la petición al director general de Ferrocarriles invocando la legislación vigente que obliga a que en las estaciones figurara el nombre del municipio en que se ubican. La rotulación se realizó el 2 de marzo de 1961.
Por razones de nacionalización lingüística en la década de los años 80 del siglo XX la estación pasó a denominarse "Sukarrieta" perdiendo de nuevo toda referencia al municipio de Busturia, cuyo ayuntamiento volvió a reclamar la corrección del nombre pasando a denominarse "Busturia-Itsasbegi" como pedía el consistorio el 14 de noviembre de 1997. Poco después se le volvió a cambiar el nombre por el de "Busturia-Sukarrieta".

### Hacia Bermeo
El 7 de noviembre de 1895 la Junta Extraordinaria de los accionistas del ferrocarril de Amorebieta a Guernica y Pedernales acuerda alargar las vías desde la estación de Pedernales hasta la ensenada de Portuondo llegando así hasta la orilla del mar, lo que mejoraba ostensiblemente la conexión con el tráfico marítimo. Para esta ampliación de la línea los accionistas renunciaron al reparto anual de beneficios.
El 18 de diciembre de ese mismo año, Víctor Arana y Balaustegui, pequeño accionista del ferrocarril de Amorebieta a Pedernales, solicitó a la Diputación Foral de Vizcaya establecer un servicio de tranvía de tracción animal entre Pedernales y Bermeo. El 4 de diciembre de 1896 la diputación da el visto bueno al proyecto y el 14 de agosto Víctor Arana hace público el proyecto e inicia la constitución de la empresa explotadora a la que denomina a Compañía del Tranvía de Pedernales a Bermeo, que tiene a Pedro Pascual Gandarias como accionista principal, están repartido el resto del accionariado entre una veintena de accionistas.
El 1 de septiembre de 1896 se inauguraba el tranvía de tracción animal desde la estación de Pedernales hasta Bermeo. La empresa que explotaba esta nueva línea tenía excelentes relaciones con la Compañía del ferrocarril de Amorebieta a Perdernales, y esta dio por cubierto el servicio.

#### La conexión de Bermeo por Munguía

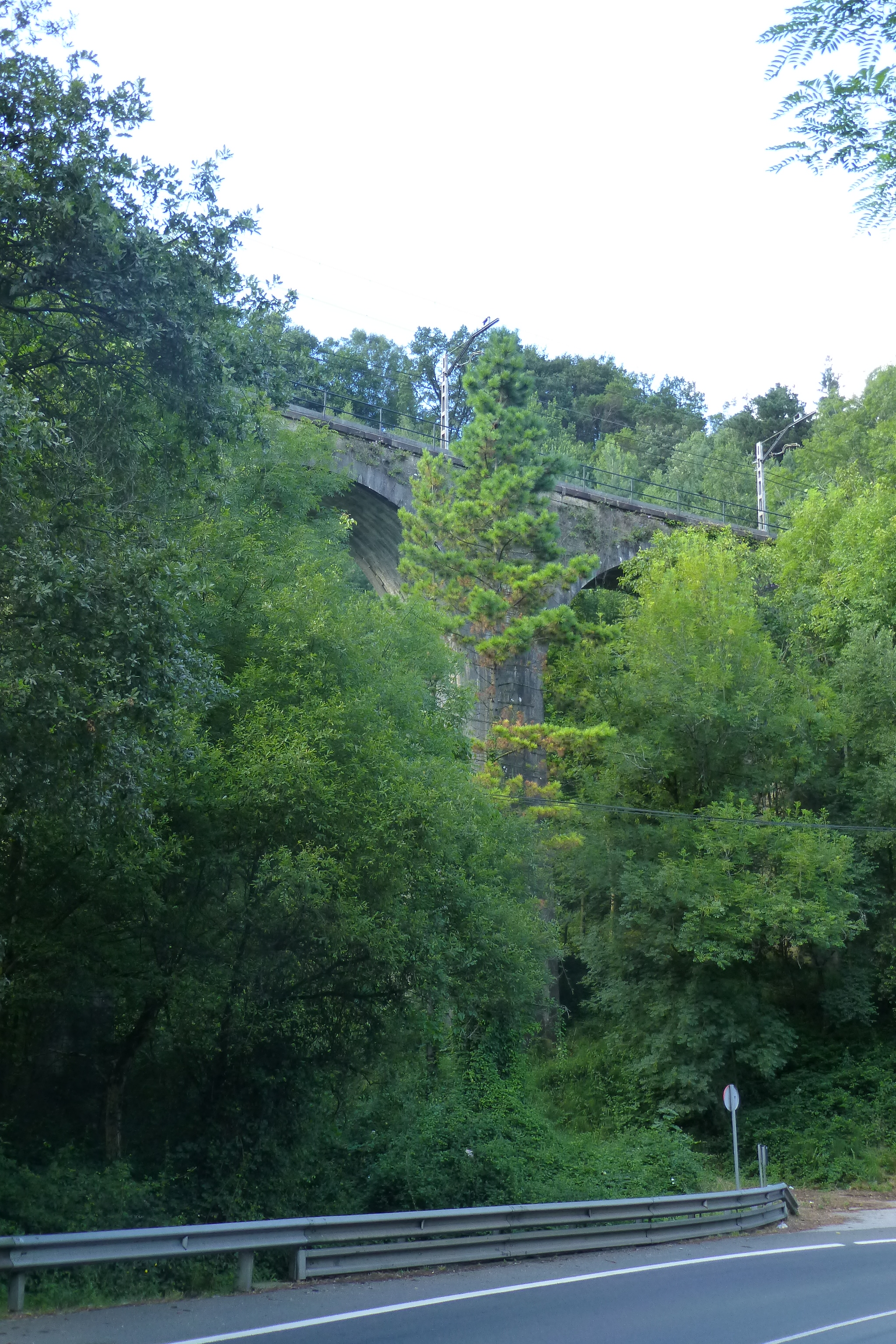
Viaducto de Torrebarria.

Manuel Lecanda era el concesionario de la línea férrea de Luchana a Munguía que todavía estaba en construcción (fue inaugurada en su totalidad el 10 de julio de 1894). La ley del 7 de agosto de 1890 le facultaba para que esas vías pudieran llegar a la costa por Bermeo. La compañía del Ferrocarril de Luchana a Munguía encargó el proyecto de ampliación a Bermeo al ingeniero de Bilbao Ernesto Hoffmeyer. El argumento de mayor peso para la realización de la conexión de Bermeo a Bilbao por Munguía era la menor distancia que había que recorrer. Contra los 59 kilómetros que la ruta tenía por Guernica, por Munguía solo había 37, lo que hacía que el recorrido se acortara en una hora y los gastos fueran menores, permitiendo billetes más baratos.
La línea se proyectaba por el valle del Butrón ubicando una apeadero en Belako para dar servicio a Fica, Gámiz, Fúniz, Arrieta y Meñaca. La siguiente estación se ubicaría en Larrauri desde donde seguiría por la derecha del arroyo Sollube, salvando el monte Sollube con un túnel de 365 m de longitud llegando a Baquio donde habría otra estación y mediante un túnel de 1470 m llegar a la barranca de Artigas y finalmente a Bermeo.
El consistorio bermeano apoyaba el proyecto y el 10 de junio de 1890 aprobó una subvención de 250.000 pesetas ampliables en un 20 % dependiendo del importe presupuestado. La Compañía del ferrocarril Luchana Munguía no logró reunir los recursos suficientes para realizar la obra. No consiguió ayuda de las instituciones, con las que la Compañía del Ferrocarril Amorebieta Guernica y Pedernales, competencia de la de Luchana Munguía, tenía muy buenas relaciones al ser Manuel María Arrotegui, titular de 20 acciones y propietario de la concesión para la prolongación entre Guernica
y Bermeo, Diputado en las Cortes de Madrid e Isidoro León y Arreguia Diputado Provincial y gerente de compañía.
En 1904 se aprobó la Ley de Ferrocarriles Secundarios y a su luz la Jefatura de Obras Públicas
de Álava y Vizcaya propuso como prioritaria la construcción de un ferrocarril entre Munguía, Bermeo y Pedernales. Cinco años después la Compañía del Ferrocarril de Luchana a Munguía solicitó la correspondiente concesión para el tramo Munguía Bermeo, esta vez con un proyecto del ingeniero José Orbegozo que fue rechazado por no contemplar la construcción hasta Pedernales.
La Compañía del Ferrocarril de Bilbao a Lezama, que tenía estación común con la de Luchana Munguía en Sondica y unas estrechas relaciones con esta, solicita en 1915 la concesión, presentando en junio
de ese año un proyecto del ingeniero Bermeano José Ucelay e Isasi. El 11 de diciembre de 1917 se procedió a la apertura del concurso de proyectos para su construcción. En Bermeo se celebró efusivamente tal hecho. El 26 de noviembre de 1919 se otorgó la concesión a Francisco de Las Heras
y Ávila, quien era presidente del Consejo de Administración del ferrocarril de Bilbao a Lezama. Pero el incremento presupuestario debido a las consecuencias de la Primera Guerra Mundial impidió la ejecución del proyecto que se dio como cerrado con la caducidad de la concesión el 20 de septiembre de 1920.

#### De Pedernales a Bermeo
En 1926 se redacta el Anteproyecto de ferrocarriles que impulsa el gobierno de Primo de Rivera y se intenta incluir en el mismo el enlace entre Pedernales y Bermeo. La Compañía de Ferrocarriles Vascongados se interesa en este ramal para tener una salida al mar en la costa vizcaína ya que solamente la estación de Atxuri era enlazable con el tráfico marítimo y su ubicación, muy arriba en ría del Nervión, la hacía claramente deficiente al ser el enlace realizado por pequeñas barcazas, mientras que el puerto de Bermeo era amplio y fácilmente ampliable.
Ferrocarriles Vascongados comienza a realizar contactos con las instituciones y con la Compañía del Ferrocarril de Amorebieta a Guernica y Luno y Pedernales, con la que mantenía una estrecha relación y responsables comunes. En una reunión con el alcalde de Bermeo, el Jefe de Puertos de Vizcaya Juan Eguidazu realizada el 27 de agosto de 1929 se acuerda interceder Ministerio de Fomento con el fin de
que fuera otorgada la preceptiva concesión a Vascongados siempre que se realizara el ramal Druidas-Ripa para poder acceder al puerto de Bilbao, el estado aportara el 50 % de coste de la obra, La Diputación de Vizcaya pusiera un millón de pesetas, los ayuntamientos de Bermeo y Mundaca aportarían 500.000 pesetas y las Compañías de los Ferrocarriles Vascongados y de Amorebieta a Guernica y Luno y Pedernales aportarían otras 500.000 pesetas a repartir a partes iguales.
Ferrocarriles Vascongados pedía también que se electrificara el nuevo tramo y que se sustituyera la vía por nuevos raíles de 32 kilogramos de peso por metro lineal, operaciones que se presupuestaban en unos 3.700.000 pesetas que debía de pagar la Caja Ferroviaria del Estado, y que el trayecto Bilbao Bermeo debería quedar en manos de una sola empresa.
El proyecto no se pudo concretar y poco después las relaciones entre las dos compañías se deterioraron, intentado Ferrocarriles Vascongados hacer quebrar a la otra compañía para poder comprarla cosa que no pudo ser al entrar la propia compañía de los Vascongados en una situación financiera muy comprometida.
La conexión ferroviaria de Bermeo queda aplazada durante la república y la guerra civil, después de la guerra se retoma la misma descartándose definitivamente la opción de Munguía (se argumenta señalando las dificultades técnicas del paso por la divisoria de Sollube) y la cercanía entre Pedernales y Bermeo. La primera memoria de la Explotación de Ferrocarriles por el Estado realizada tras la contienda ya señala la necesidad de prolongar la línea de Amorebieta a Pedernales hasta Bermeo. El 25 de marzo de 1939 se presenta un anteproyecto que contempla la prolongación férrea en 5600 m con un coste de 3.243.171 pesetas. Dos años después, el 7 de marzo de 1941, la Dirección General de la Explotación de Ferrocarriles por el Estado decide ejecutar la redacción del proyecto que queda terminado el 9 de febrero de 1942. El presupuesto de construcción del nuevo ramal se cifra en 7.201.052,85 pesetas y se estima que la nueva línea arrojaría unos beneficios anuales de unas 82.383,46 pesetas después de descontar los gasto de explotación, estimados en 84.117,27 pesetas, a los ingresos generados por viajeros, 134.805,70 pesetas, y mercancías, de 31.695,03 pesetas.
La línea era ya propiedad de Ferrocarriles del Estado que explotaba también el Ferrocarril Vasco Navarro y el de Amorebieta a Guernica y Luno y Pedernales. El 27 de mayo de 1944 una Orden Ministerial da luz verde a la construcción del ramal, cuyas obras, financiadas por el Ministerio de Obras Públicas, comenzaron el 24 de agosto de 1944 con la presencia de director general de Ferrocarriles y las autoridades provinciales.
Los problemas económicos, principalmente la no correspondencia del presupuesto del proyecto, realizado en 1939, con la situación del momento, debido a la gran infracción que existió en los años de la posguerra, frenaron el proyecto. Entre 1944 y 1945 solo se realizaron algunas pequeñas obras. En esta situación se decide realizar una reforma del proyecto en la cual se divide la obra en tres tramos.
El primer tramo, cuyo nuevo proyecto fue aprobado el 15 de octubre de 1944, se adjudicó al contratista Antonio Cutillas Carrión (el presupuesto de ejecución era de 2.461.577,22 pesetas y el contratistas lo adquirió con una baja del 7,6 %). El 23 de febrero de 1945 se nombra al ingeniero Narciso Buesa Buesa encargado de la línea de Amorebieta a Pedernales y responsable directo de las obras de prolongación a Bermeo con el propósito de que coordinara las obras.
Los trabajos se producen con lentitud y al finalizar el año 1946 se había perforado el túnel denominado número 1 de 240,40 m de longitud (en el cual se produjo un grave accidente el 15 de diciembre de 1945 en el que murieron 5 personas) y los muros de contención del terraplén de las ensenadas de Portuondo, en total unos 1200 m.
El año 1947, ya finalizado el primer tramo, la obra se paraliza. No fue hasta el año siguiente cuando se adjudicó el segundo tramo a la empresa Banús Hermanos, S.A.. Los trabajó se reanudaron pero también contaron con problemas de insuficiente mano de obra y de asignación de presupuesto, avanzando lentamente. Para 1952 estaba el segundo tramo casi terminado.
El 20 de diciembre de 1952 se autoriza al Ministerio de Obras Públicas a hacerse cargo de las obras de prolongación hasta Bermeo con un presupuesto total de diez millones seiscientas sesenta y seis mil cuatrocientas treinta y dos pesetas con treinta y ocho céntimos distribuido en anualidades de unos 2 millones de pesetas entre los años 1953 y 1957 dando un plazo de ejecución de 25 meses después de realizado el concurso de ejecución de la contrata.
El 30 de abril de 1953 e publica en el BOE el concurso para la ejecución de las obras del tercer tramo es adjudicado a la empresa Banús Hermanos, S.A..
A la vez se decide la utilización como trabajadores de presos, para ello se estableció un destacamento penitenciario en Bermeo. Las obras avanzaron a buen ritmo y se cumplió el plazo de 25 meses quedando inaugurada la línea el 16 de agosto de 1955. En la inauguración estuvo presente el Jefe del Estado Francisco Franco que presidió también la apertura del nuevo ambulatorio del
Instituto Social de la Marina.
En Bermeo se habilitaron dos estaciones, una para pasajeros y otra para mercancías, antes estaba la estación de Mundaca, que es la primera del nuevo tramo. En el recorrido, de 4850 m de longitud, se realizaron 2 viaductos y ocho túneles (la longitud total de túnel es de 1.028,70 m), siendo el más largo de 240,40 m y el más corto de 13,50. Los viaductos, el de Mundaca tiene 96,50 m y el otro se sitúa en Lamiaren. Cinco muros dan contención a sendos tramos de terraplén.
El coste total se cifró en unos veinte millones de pesetas. Se asignan locomotoras de tracción diésel-eléctrica (que entrarían en funcionamiento a partir de 1956) reduciendo el tiempo entre Bilbao y Bermeo a poco más de una hora y cuarto.

#### El tranvía de Pedernales a Bermeo
La unión entre Pedernales y Bermeo se inició en 1896 con un tranvía de tracción animal que enlazaba ambas localidades por la carretera. La iniciativa fue del guerniqués Víctor Arana y Balaustegui, pequeño accionista del ferrocarril Amorebieta Guernica, quien en 18 de diciembre de 1895 pide a la Diputación de Vizcaya permiso para establecer un tranvía a "motor de sangre" entre Pedernales y Bermeo que discurriría por la carretera.
El 4 de abril del año siguiente la Diputación da luz verde al proyecto permitiendo la ocupación de la calzada por la vía del tranvía. En agosto se anuncia el proyecto y se crea la empresa "Compañía del Tranvía de Pedernales a Bermeo" con un capital social suficiente para hacer frente al tendido de la línea (valorado en 121.032 pesetas). Como accionista mayoritario aparece Pedro Pascual Gandarias que compra 180 acciones de las 220 que realizaron, las 40 restantes se reparten por partes iguales entre Víctor Arana y Jerónimo de Albizuri. el 1 de septiembre entra en explotación las instalaciones. Los horarios de este tranvía estaban perfectamente sincronizados con los trenes que llegaban o salían de la estación de Pedernales pudiendo adquirir los billetes con combinación con los del ferrocarril y pudiendo también realizar facturaciones de mercancías y equipajes en coordinación de ambas líneas. Pedro Pascual de Gandarias era el presidente del Consejo de Administración del ferrocarril Amorebieta Pedernales.
El 15 de noviembre de 1899 se otorga definitivamente la concesión a Víctor Arana cuando ya hacía 3 años que el tranvía estaba en funcionamiento.
El tiempo de viaje era una hora que luego, para ser competitivos con otros transportes, se adecuó a media hora. La explotación fue modesta tanto en carga como en pasajeros, con el surgimiento de otros transporte por carretera a principios del siglo XX su demanda decayó con rapidez hasta que el 3 de abril de 1918 la empresa explotadora pide a la Diputación de Vizcaya la sustitución del tranvía por un servicio de automóvil por carretera. La diputación accede provisionalmente el 20 del mismo mes. La empresa, que entonces dirigía Isidoro León y Arreguia adquiere dos camiones y tres autobuses que entrarían en servicio, sustituyendo al tranvía, el 15 de agosto de 1918. Un año después, el 9 de septiembre de 1919 se autoriza la concesión definitiva y se levantan las vías.
Características técnica
- Longitud de la línea: 5.635,65 m.
- Ancho de vía: 750 milímetros.
- Tipo de vía: única.
- Disposición en la calzada: a 1750 milímetros de la arista exterior de la calzada al lado izquierdo en sentido Pedernales - Bermeo.
- Apartaderos para el cruce: Portuondogane (punto kilométrico 1500), Calle Mayor de Mundaca (punto kilométrico 2600), Ondarcho (punto kilométrico 3550), Alto de Larrosa (punto kilométrico 4272) y en los extremos de la línea.
- Tipo de raíl: sistema Loubat, sin alma ni patín, de 17 kilogramos por metro lineal, montados sobre largueros de madera empotrados en el pavimento.
- Pendiente máxima: 8%.

Material móvil y arrastre
- 3 coches de pasajeros cerrados.
- 3 coches de pasajeros abiertos tipo jardinera.
- 3 coches para mercancías.
- Al menos 12 mulas y hubo hasta 17.[3]

### Hasta la integración en FEVE
El incremento continuado de viajeros lleva a decisión, a finales de la década de 1950, a renovar el parque tractor introduciendo locomotoras y automotores diésel aumentando la comodidad y acortando los tiempos de viaje. Esto lleva a que en 1961 se superase el millón de viajeros transportados. Por lo contrario el transporte de mercancías desciende rápidamente llegando a desaparecer en 1969.
En 1968 se retira al última máquina de vapor, que se produce sin una preparación de los talleres y el personal para dar el mantenimiento correcto a las nuevas máquinas diésel. Esto provoca una deficiencia en el servicio que se evidencia en averías que producen retrasos e incluso la suspensión del servicio.
El 24 de septiembre de 1965 se constituye la empresa de Ferrocarriles de Vía Estrecha FEVE, con personalidad propia y adscrito al Ministerio de Obras Públicas, con la finalidad de "la explotación de ferrocarriles y otros medios de transporte terrestre que construya el Estado, que reviertan a éste y aquellos de que el mismo se incaute, extraños a la competencia de la Renfe". La línea Amorebieta - Bermeo queda incluida en FEVE.
FEVE hace un estudio económico de todas las líneas que le son asignada, en la de Amorebieta - Bermeo el estudio destaca el aumento de pasajeros y el descenso de las mercancías. También señala la existencia de la competencia por carretera que le hace la Compañía de Automóviles Vascongados. El estudio propone tres alternativas, el cierre, la electrificación y el mantenimiento de la explotación tal y como se estaba realizando. La tercera de ellas marca que conduce directamente a la inviabilidad económica, la electrificación queda en duda al no ser esta línea una línea con una alta densidad de viajeros y el cierre podría ser rentable al poder hacer frente a los gasto que generaría con la venta de los activos de la empresa.
En el estudio, en la parte donde se concreta los recursos que se necesitarían para absorber por carretera el servicio que da el ferrocarril, se comete un error en el número medio de viajeros diarios que se señala son 36.000 cuando en realidad debería señalar 3.600,  sin apreciarse el error, se da por buena la cifra y se decide modernizar la línea con su electrificación.

#### La electrificación
FEVE encarga el proyecto de electrificación al director de la demarcación de FEVE en Vitoria, el ingeniero Narciso Buesa Buesa, que hace un proyecto presupuestado en treinta millones de pesetas. Habría 2 subestaciones de alimentación eléctrica de la línea, una en Guernica y otra en Zugastieta, la cual se dotaría con material proveniente del Ferrocarril Vasco-Navarro mientras que la de Guernica se basaría en un rectificador de vapor de mercurio que se había adquirido para el ferrocarril de La Loma. El proyecto final llevaría solo una subestación en Guernica con modernos rectificadores de silicio con una potencia de 2500 kW, que alimentaba la línea con una tensión de catenaria de 1500 V en corriente continua. la misma que la línea de los Ferrocarriles Vascongados ente Bilbao y San Sebastián. A la vez se revisaba el trazado de la vía mejorándolo.
En Amorebieta se construye una vía de enlace dirección Bilbao y un nuevo apeadero para la mejora del servicio y se remoza todo el material rodante renovándose la parte tractora.
La inversión total es de 89.100.000 pesetas con el siguiente detalle: 35.200.000 pts en la catenaria, 5.800.000 la subestación, 21 millones el mejoramiento de la vía, seis millones y medio en la mejora de los túneles, 5.300.000 pts en cocheras y talleres, 8 millones en material motor y 6.400.00 pts en material móvil. El 29 de mayo se 1973 se inaugura el servicio electrificado y la explotación se realiza en conjunto con la línea Bilbao - San Sebastián, que el 25 de junio de 1972 había pasado ya a ser gestionada por FEVE.
Aunque la mejora del servicio es evidente no se produce un notable aumento de viajeros, además, por diversos motivos, se debe de cerrar la línea en algunas ocasiones, una de ellas por seis meses debido a un grave desprendimiento en la boca del túnel de Autzagane.

### Euskotren
El 1 de junio de 1979 se traspasa la línea de ferrocarril al recién creado Consejo General Vasco. La recién surgida administración decide crear una empresa pública para la gestión de las líneas de ferrocarril que han sido traspasadas. Se crea Eusko Trenbideak con las siglas "ETB" que tras la fundación de la televisión vasca, Euskal Telebista, también con esas siglas, se cambia a Eusko Trenbideak/Ferrocarriles Vascos S.A. con las siglas "ET/FV". En 1996 se crea la marca comercial EuskoTren.
El Decreto 105/1982 del Gobierno Vasco del 24 de mayo de 1982 crea la Sociedad Pública Eusko Trenbideak/Ferrocarriles Vascos, S.A. que es dependiente del departamento de Transportes y Obras Públicas.
El tráfico de pasajeros se resiente del cierre de la línea por seis meses que sucedió en 1978 y que propició que muchos viajeros se pasaran a otros medios de transporte. La recuperación fue lenta aunque a partir de 1979 se produce un aumento de la misma gracias al decreto del Consejo General Vasco que hace gratuito el uso del ferrocarril a los jubilados.
El 26 de agosto de 1983 se producen en todo el País Vasco unas graves inundaciones que afectan también a la línea Amorebieta Bermeo que se ve afectado teniendo que ser suprimido en una primera instancia. Hasta el 10 de octubre de ese año no logró recuperar la normalidad.
Bajo la administración de Eusko Trenbideak se realiza la reforma integral de la línea cambiando toda al vía y equipándola con raíles de 45 kilogramos por metro lineal. Se hace en varias etapas; primero, en 1988 se realiza el cambio en el túnel de Autzagane, dos años después se realiza el tramo Zugastieta-Múgica donde se utiliza, por primera vez, carril soldado en tramos de 72 m; en 1989 se realiza el tramo Múgica-Murueta también con barra larga de carril pero ya sobre traviesas de hormigón monobloque en lugar de madera. En los años 1990 y 1991 se completa el tramo Murueta-Bermeo y en 1992 Amorebieta-Zugastieta.
En 1990 se abre el apeadero de Lurgorri en Guernica dando servicio a una amplia zona urbana de Guernica y el remozamiento de todas las estaciones de la línea. También se procede a la construcción, en 1997, de un acceso ferroviario para transporte de mercancías al nuevo puerto de Bermeo y a la sustitución de todo el material móvil con modernas unidades de las series 3.500, 200 y 300 de la casa CAF.
Se realiza una nueva gestión del tráfico ferroviario haciendo que todos los trenes sean directos desde y hasta Bilbao, evitando el trasbordo en Amorebieta. El aumento del tráfico de pasajeros desde el año 1979, cuando es transferida la línea al Consejo General Vasco, hasta el año 2004 es significativo, pasando de 774.000 a 2.199.683 viajeros llegando en 2000 a 2.445.000 viajeros.

## Infraestructuras

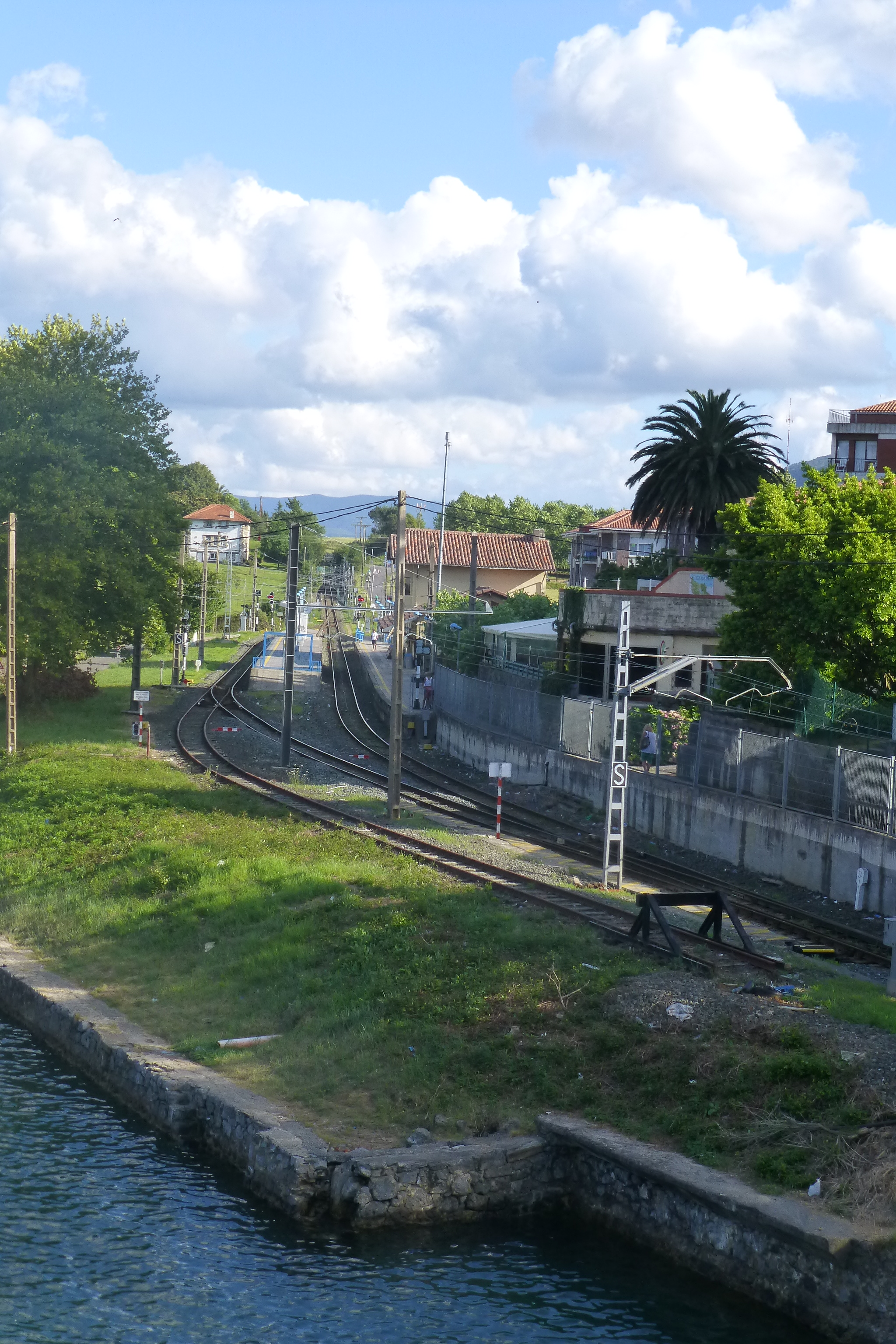
Estación de Sukarrieta-Pedernales.

Las características de las instalaciones del ferrocarril Amorebieta Bermeo han ido variando a lo largo del tiempo. El trazado de la línea básicamente se mantiene como cuando se realizó el proyecto, aunque se han realizado mejoras. Lo que si ha tenido cambios significativos ha sido las características de los carriles y del material rodante, que, como no podía ser de otra forma, se han ido mejorando con los avances tecnológicos. Todas estas cuestiones determinaran la velocidad máxima, la seguridad, la capacidad de carga y otras variables fundamentales de la explotación.

### Trazado de la línea
Las características orográficas determinan de forma notable el trazado de la línea férrea. Se diferencian tres partes; una con fuertes pendientes entre las estaciones de Amorebieta y Múgica debido al puerto de Autzagane que separa el valle del Ibaizabal del valle el Oca; otra llana que transcurre por las marismas de la ría de Guernica comprendida entre las estaciones de Múgica y Busturia y otra entre esta estación y la de Bermeo que discurre junto a la costa con curvas y contracurvas y pendientes.
La estación de Amorebieta es una estación común de la línea Bilbao San Sebastián, se encuentra a 74,9 m sobre el nivel del mar junto al cauce del Ibaizabal, el cual es superado por un puente metálico. Poco después, a 796 m de la estación, se halla el apeadero de Amorebieta y se comienza a subir el puerto de Outzagane que exige rampas de continuas de 22,5 milésimas y curvas de radio de 200 m. En Autzagane la línea alcanza la cuota de 147,70 m sobre el nivel del mar que corresponde a su cuota máxima poco después de atravesar un túnel, en el punto kilométrico 4,250.
El descenso se realiza con una pendiente que alcanza las 13,7 milésimas y con curvas también de 200 m de radio. La pendiente se va suavizando hasta las 13,7 milésimas existentes antes de la estación de Zugastieta situada a 6,598 km de Amorebieta y a 116,55 m sobre el nivel del mar.
La pendiente se incrementa de nuevo hasta valores de 22,5 milésimas y se reduce el radio de las curvas a 175 m. La estación de Múgica, que se halla a 11 206 km de Amorebieta y a 19,95 m sobre el nivel del mar presenta el cambio en el trazado que se hace llano y suave, con amplias rectas de 300 m y curvas de 300 m de radio hasta Guernica que se encuentra a 22 722 km de Amorebieta y a 8,14 m sobre el nivel del mar, en Guernica se halla también el apeadero de Lurgorri en el punto kilométrico 13,568 a 9,15 m sobre el nivel del mar. Tras salir de Guernica con dos curvas cerradas, de 150 y 175 m de radio respectivamente, la línea entra en una zona suave, horizontal y recta hasta Busturia-Axpe. En este tramo se encuentran los apeaderos de Gernika-Institutoa, a 15 141 km de Amorebieta; Forua, 16 541 km de Amorebieta; Busturia-San Kristobal a 15 141 km de Amorebieta y el de Murueta, a 19 865 km de Amorebieta y Astilleros en el punto kilométrico 20,784 ya fuera de uso.
Tras pasar Busturia-Axpe, que está en el punto kilométrico 22,722 y tiene una altitud de 8,14 m sobre el nivel del mar, la vía tiene que superar una pequeña colina para llegar a Busturia-Itsasbegi, las rampas tienen una pendiente de 20 milésimas. Busturia-Itsasbegi, que durante mucho tiempo fue la estación terminal de la línea con el nombre de Pedernales y con acceso directo desde la estación a la isla de Txatxarramendi, propiedad de la familia Gandarias quien también tenía el ferrocarril y mantenía en la isla un importante centro vacacional, se sitúa a 24,001 kilómetros de Amorebieta y a una altitud de 8,32 m sobre el nivel del mar.
Desde Pedernales la línea se dirige hacia la estación de Mundaca que se halla en el punto kilométrico 26,243, a 24,0 m sobre el nivel del mar, lo que le obliga a realizar una subida con rampas de hasta 15 milésimas, y curvas de 200 m de radio. Desde ahí comienza un descenso al borde del mar sobe acantilados cruzando puentes y túneles hasta llegar a Bermeo. Las pendientes llegan a las 16,5 milésimas y el radio de las curvas se reduce a 150 m. La estación de Bermeo se encuentra en al punto kilométrico 28,772 y a una altitud de 6 m sobre el nivel del mar, justo al lado del puerto.

### La explanación, el carril y los servicios
El proyecto original de la línea férrea entre Amorebieta y Guernica - Luno planteaba una anchura de explanación de 4,20 m, cunetas incluidas, en los desmontes y 3,75 m en los terraplenes. Los túneles tenían una anchura compatible con una línea de vía ancha. 
Sobre una capa de balastro de 300 mm de espesor, compuesto por piedra procedente de una cantera de las proximidades del viaducto del Oca y restos de los desmontes y de la perforación de los túneles, se asentaba el carril de calibre de 20,75 kilogramos por metro línea, en barras de 8 m de longitud sobre traviesas, doce por cada barra, de roble procedentes de los bosques vecinos. Los raíles estaban sujetos mediante escarpias que fueron sustituidas por tirafondos. Los raíles fueron suministrados por Altos Hornos de Bilbao y el aparellaje de la vía por la empresa alemana Bochum Verein. En la ampliación a Pedernales, los raíles los suministró la sociedad La Vizcaya de Sestao.
No se realizó renovación alguna, a excepción de pequeños trabajos de mantenimiento, hasta después de la guerra civil. Entre los años 1942 y 1949 se realizó una sustitución total de las vías con raíles de 35 kilogramos de peso por metro lineal en barras de doce metros, suministrados por Altos Hornos de Vizcaya, revisándose y renovando las traviesas y el método de sujeción. En la ampliación a Bermeo se siguió el mismo criterio. Con motivo de la electrificación de la línea se hicieron algunas mejoras en el trazado para que este resultara más confortable.
En 1998, ya bajo administración de Euskotren, se realizó una modernización integral. La misma comenzó en 1988 en el tramo entre Zugastieta y Múgica, con carriles de 45 kilogramos de peso por metro lineal y barras soldadas. En las siguientes fases de la remodelación se usaron traviesas monobloque de hormigón en vez de madera.
En el año 2014 se produce un cambio de 4,6 km de vía por carril continuo soldado sobre traviesas de hormigón monobloque entre las estaciones de Zugastieta y Múgica. Además del cambio de vía se procede a la mejora del drenaje y consolidación de taludes. Se suprimen dos pasos nivel forestales.
En el proyecto original se establecieron sendos puentes giratorios en las estaciones origen y término de la línea. esto posibilitaba que las locomotoras de vapor pudieran dar la vuelta. Estos puentes tenían 4,20 m de diámetro y fueron suministrados, como el resto del aparallaje, por la empresa alemana Van der Zippen & Charlier. Un puente similar se ubicó en Pedernales, cuando esta estación pasó a ser término. Lo mismo pasó en la de Bermeo cuando la línea llegó allí.
En 1948 se sustituyeron los puentes de Guernica y Amorebieta por otros mayores adquiridos a la empresa vizcaína Talleres de Miravalles.
Para dar servicio a las locomotoras a vapor se construyeron depósitos de aguada en las estaciones Amorebieta, Zugastieta y Guernica y Luno. Luego también en la de Pedernales. Estos depósitos eran de metal, suministrados por la empresa Sociedad Aurrerá de Sestao y se apoyaban en columnas metálicas, a excepción de uno de Guernica y del de Pedernales que lo hacían sobre una torre de mampostería. También se construyó un depósito similar en Bermeo.
En Guernica se ubicaron las instalaciones de servicio para las locomotoras diésel. Estas instalaciones contaban con los depósitos de combustible necesarios.
En las estaciones de Guernica, Pedernales, Bermeo, Zugastieta y Múgica había grúas manuales para la carga y descarga de mercancías. Las de Guernica, Pedernales, Bermeo tenían una capacidad de carga máxima de 5 Tm mientras que la de las otras 2 era de 3 Tm.

### La intercomunicación y la seguridad
Inicialmente la línea de la Compañía del Ferrocarril de Amorebieta a Guernica y Luno instaló junto a las vías un equipo de telégrafo eléctrico montado por el ingeniero Juan Torre. Se tendieron 4 hilos, dos para servicio del ferrocarril y otros dos para servicio del Estado. En la ampliación a Pedernales se montaron solamente tres hilos, dejando uno para el servicio del estado.
En 1896 se incorporó una línea telefónica lo que supuso un avance a no tener que transcribir los mensajes proporcionando una mayor agilidad a la regulación de la circulación, aunque no fue hasta 1899 cuando la Inspección de Ferrocarriles dio su visto bueno. Está infraestructura se mantuvo operativa hasta los años 80 del siglo XX cuando Euskotren equipó todas las estaciones de la línea con nuevos teléfonos conectados con un puesto de mando centralizado en Durango. A finales del siglo XX se instala una red de fibra óptica modernizando todo el sistema de comunicaciones, control y supervisión.
Inicialmente las estaciones estaban dotadas de semáforos de entrada de accionamiento mecánico que fueron fabricados por la casa bilbaína Averly. Estos semáforos se cambiados por semáforos luminosos a raíz de la ampliación a Bermeo.
Con el fin de agilizar la circulación en el cruce de Amorebieta se instaló en 1987 un sistemas de bloqueo eléctrico entre las estaciones de Zugastieta, Amorebieta y Lemona. Esta instalación fue desmantelada poco después, a finales de los años noventa, cuando se dotó toda la línea de un sistema de Control de Tráfico Centralizado que permite, desde el puesto de control central de Bilbao, supervisar y maniobrar todas las señales y agujas de la línea.
En los primeros años del siglo XXI se dotó a la línea de un sistema de sistema de seguridad Euroloop de control de la señalización y velocidad, que impide que los trenes sobrepasen las velocidades máximas designadas a cada tramo o se salten semáforos en rojo.

#### Los relojes
Todas las estaciones de la línea estaban dotadas de un reloj mecánico que tenía dos esferas en el andén y el patrón en el gabinete de circulación de la estación. Originalmente estos relojes fueron suministrados por el relojero bilbaíno Luis Anduiza. Tras la Guerra Civil se cambiaron, muchos de ellos habían sido destruidos en la contienda, por otros construidos en Madrid por la casa Girod.
Desde 1990 se usa un sistema sincronizado por radio en todas las estaciones.

### Electrificación
Cuando en los años veinte del siglo XX la Compañía de los Ferrocarriles Vascongados electrificó sus líneas, se planteó hacer lo mismo en la Amorebieta Pedernales pero el proyecto no cuajó. En los años sesenta se comenzaron a realizar labores destinadas a este fin. Se adecuó el gálibo de los túneles y se encargó un proyecto al ingeniero Narciso Buesa el cual preveía dos subsetaciones, una en Zugastieta, que no se construyó, y otra en Guernica.
La subestación de Guernica tenía una potencia instalada de 2500 kW constituida por dos grupos de 1250 kW. cada uno de ellos. La instalación estaba dotada de rectificadores de silicio suministrados por la General Eléctrica Española.
La catenaria era de tipo Renfe e iba sobre 673 postes de hormigón armado ubicados a intervalos de 70 m en las rectas y de 30 m en las curvas. El hilo de cobre tenía una sección de 107 mm² y el de alimentación era de 100 y el cable sustentador de 153 mm². Se inauguró el 29 de mayo de 1973.
En la reforma integral de la línea que realizó Euskotren se dotó de doble hilo de contacto y compensación mecánica en ambos cables.
En el año 2001 se construyó otro centro de transformación en el antiguo apartadero del astillero de Murueta. Esta subestación está dotada de un grupo que da una ponencia de 2000 kW. La alimentación de la línea se realiza también desde la subestación de Astepe, situada en el ferrocarril de Bilbao a San Sebastián, en Amorebieta.

### Los túneles
En los 28 kilómetros de vía, el Amorebieta Bermeo cuenta con 12 túneles que suman 1973 m de longitud, lo que supone un 6,8 % del total. Entre Amorebieta y Guernica hay cuatro túneles los cuales fueron construidos al inicio de la línea bajo la dirección de Pablo de Alzola. Estos túneles tenían un gálibo suficiente para el paso de trenes de vía ancha, aunque tras las reformas que han sufrido para su conservación y estabilidad se ha reducido el mismo.
A 2,301 km de Amorebieta se encuentra el primer túnel que tiene una longitud 26 m resolvió positivamente un desmonte de grandes dimensiones que estaba inicialmente proyectado. Poco después, en el punto kilométrico 3,700 se encuentra el túnel que salva el puerto de Autzagane. Este túnel tiene una longitud de 675 m y es el más largo de la línea. En la Guerra Civil se volaron las entradas y luego, tras el conflicto, fueron reconstruidas cambiando el diseño de las mismas. En la parte norte se realizó, por motivos de inestabilidad del terreno, una prolongación de 72 m con lo que el túnel alcanza en la actualidad los 747 m de longitud.
Entre las estaciones de Zugastieta y Múgica se hallan los oros dos túneles que completaban la línea inicial hasta Guernica, el de Larrea, situado a 8,013 km de Amorebieta y con 31 meros de longitud, fue también realizado en sustitución de un desmonte inicialmente proyectado. El de Usparitxa tiene una longitud de 140 m y se ubica en el punto kilométrico 8,803.
Los otros ocho túneles están en la ampliación de la línea hasta Bermeo y fueron realizados entre los años 1944 y 1955. Los cuatro primeros túneles de este tramo se sitúan antes de la estación de Mundaca y los otros cuatro entre esta estación y la de término. Estos son; a 24,993 kilómetros de Amorebieta está el quinto túnel que tiene una longitud de 142 m, el sexto túnel con sus 153 m de longitud está en el punto kilométrico 25,265, el séptimo túnel de 59 m de longitud está en el punto kilométrico 25,615. En el punto kilométrico 25,857 se encuentra el octavo túnel que tiene una longitud de 240 m. y es el mayor del tramo Pedernales Bermeo. En punto kilométrico 27,843 está el noveno túnel de la línea que mide 10 13 m. El décimo túnel se halla en el punto kilométrico 27,843 y tiene escasos 13 m de longitud. Seguidamente en el punto kilométrico 28,200 esta el túnel número 11 que mide 104 m. y ha antes de llegar a Bermeo, a 28,329 kilómetros de Amorebieta está el último túnel que tiene 133 m de longitud.

### Los puentes
Hay nueve puentes de más de 9 m de longitud. Nada más salir de la estación de Amorebieta, a 0,427 km, la vía cruza el río Ibaizabal mediante un puente metálico (el único que se conserva en la actualidad) de 41,20 m de largo que se apoya en sendos estribos de mampostería. Este puente fue construido en 1888 por Altos Hornos de Bilbao. El 17 de mayo de 1937 en plena Guerra Civil, fue dinamitado siendo nuevamente reconstruido tras la contienda según un proyecto la Junta Técnica
del Estado aprobado el 9 de julio de 1937. Se aprovechó al estructura metálica original que se apoyó sobre los estribos a los cuales se les añadió senda ménsulas de hormigón armado en voladizo para el apoyo de la estructura, tras esta reforma el puente perdió 9 m de luz. El nuevo puente se inauguró el 14 de julio de 1938.

El más espectacular viaducto de la línea se ubica en el punto kilométrico 7,813. Tiene una longitud de 115 m y salva una barranca de un afluente del Oca, río del que recibe el nombre. Está conformado por cinco arcos de medio punto de 112 m de luz cada uno de ellos y está realizado sobre estribos de mampostería y pilares de fábrica de sillarejo. Los aristones son de sillería y los tímpanos de mampuesto.
En Murueta, en el kilómetro 21,134, hay un pequeño puente de 11,20 m de longitud que en la actualidad está realizado en hormigón tras la sustitución en 1990 de una antigua tabla, también de hormigón, que había sido instalada en 1943 sustituyendo a la estructura metálica original que suministrada en su día por Talleres de Zorroza de Bilbao.
En el punto kilométrico 25,754, ya en el tramo entre Pedernales y Bermeo, en el Mundaca, se ubica el siguiente puente de la línea. está conformado por seis arcos de fábrica de los cuales los cuatro centrales tienen una luz de 12 m mientras que los ubicados en los extremos de 8 m. La longitud total del puente es de 95 m.
Sobre el acantilado de Lamiaran, en el punto kilométrico 27,381, se alza un puente realizado en fábrica de 9 arcos de siete metros de luz cada uno de ellos con una longitud total de 91 m. El último puente de la línea se ubica en el punto kilométrico 27,990 ya en el puerto de Bermeo y se construyó para facilitar el paso de vehículos al mismo. está realizado en hormigón y tiene 12 m de longitud.

### Estaciones
La línea de ferrocarril de Amorebieta a Bermeo tiene actualmente 14 estaciones, apeaderos o apartaderos en servicio. Llegó a tener hasta 19 de estos establecimientos que daban servicio a los viajeros y a las empresas que se ubicaban a lo largo de la vía férrea.

#### Estación de Amorebieta
Es la estación origen de la línea que coincide con la ya existente de la línea Bilbao a Durango de la Compañía del Ferrocarril Central de Vizcaya. Data de 1882, y en 1887 se presta servicio también para el ferrocarril Amorebieta a Guernica y Luno tras la firma del oportuno acuerdo de gestión.
La línea a Guernica contaba con tres vías y un puente giratorio. También tenía un cocherón para locomotoras y otros para vagones, un almacén para mercancías y un enlace con las vías de la línea Bilbao a Durango. El edificio de viajeros era común para ambas líneas.
En 1973 se realizó un enlace directo entre la vía de la línea Bilbao a San Sebastián con la de Amorebieta a Bermeo que permite el paso directo de trenes entre ambas líneas. Desde 1989 los trenes de Bilbao hacía Bermeo ya no pasan por la estación. En 1995 se transformó toda la playa de vías debido a la implantación de doble vía en el tramo Amorebieta a Lemona. También se construyó un nuevo edificio para viajeros que fue inaugurado el 5 de octubre de 1995.

#### Apartadero de la Marmolería
En el punto kilométrico 0,504 se estableció en 1928 un apartadero para dar servicio a la empresa Marmolería Bilbaína. Tenía dos vías interiores para carga y descarga de mercancías. las agujas se accionaban desde la propia estación de Amorebieta. Se clausuró en 1962 levantándose las vías.

#### Apeadero de Amorebieta
En el punto kilométrico 0,796 se ubicó ya antes de 1936 y apeadero que acercaba el ferrocarril al núcleo urbano de Amorebieta. Tenía dos andenes de 46,9 m de longitud y 3,95 de anchura. Durante un periodo indefinido de tiempo dejó de prestar servicio hasta que se recuperó el 18 de junio de 1973, pasando a ser este apeadero la parada del tren directo entre Bilbao y Bermeo en Amorebieta. Tiene dos andenes, marquesina y taquilla.
Provisionalmente, mientras que el puente del Ibaizábal estuvo fuera de servicio, se estableció un apeadero en el p.k. 0,416, junto a la carretera de Lemona, para realizar el transbordo entre los trenes que iban a Bilbao con los que iban a Bermeo.

#### Estación de Zugastieta-Muxika
En el kilómetro 6,598 se ubica la estación de Zugastieta, situada en terrenos del municipio de Gorocica. Cuenta con dos vías, la general y la de sobrepaso, y dos andenes. El edificio de la estación es el original diseñado por Pablo de Alzola y Luis de Landecho. Un edificio de tres plantas de corte neoclásico realizado en mampostería con zócalos y aristones de sillería, que daba servicio de vivienda en sus dos plantas superiores y servicios para viajeros en la planta baja (sala de espera, taquilla y despacho para el jefe de estación).
La estación se diseñó con una vía general, una de sobrepaso y una muerta de servicio de mercancías. Contaba con retretes en un pequeño edificio anexo.

#### Apartadero de la Serrería de Leandro Echeandía
En el punto kilométrico 6,448, en el extremo sur de la estación de Zugastieta, se realizó un apartadero para dar servicio a la serrería de Leandro Echeandía. Esta instalación se anuló en 1973.

#### Apartadero de Oca Cantera de balasto
En el punto kilométrico 7,300 se hallaba el apartadero para dar servicio a la cantera de la cual se extraía el balastro para el uso de la línea. Su aguja se accionaba desde la estación de Zugastieta mediante una transmisión funicular. Esta vía se construyó en 1888 y se cerró después de los años 30 del siglo XX (no se conoce la fecha exacta).

#### Estación de Muxika
Se sitúa en el kilómetro 11,206 es la estación del núcleo urbano de Múgica. Similar a la de Zugastieta tanto en el edificio como en las vías. Como aquella fue diseñada por Pablo de Alzola en colaboración con Luis de Landecho. Dispone en la actualidad de dos vías y dos andenes.

#### Apeadero de Lurgorri-Gernika
En el punto kilométrico 13,578, ya en pleno casco urbano de Guernica, se construyó en 1988 un apeadero para dar servicio a la expansión urbana de la Villa Foral. Dispone de andén, marquesina y expendedor de billetes.

#### Estación de Gernika
Inicialmente la estación de Guernica y Luno fue la estación término del ferrocarril, esto hizo que en ella se concentraran varios de los servicios necesarios para el funcionamiento de la línea férrea en ella se ubicaron en 1893, cuando se le añadió una planta más, las oficinas de la compañía. Era la dependencia más importante de la línea y así se hizo notar con un magnífico edificio principal que, como las otras estaciones, fue diseñado por Pablo de Alzola en colaboración con Luis de Landecho.
Está situada en el punto kilométrico 14,503 y constaba, además del edificio principal, de un almacén de mercancías en régimen de pequeña velocidad que tenía una superficie cubierta de 500 m², un muelle de carga, cocheras de 340 m², un taller de carpintería de 213 m², un taller de mantenimiento de material móvil de 500 m², un depósito de locomotoras de 220 m², depósito de aguada, báscula de pesaje y puente giratorio. En ella se ubicaron los depósitos para el combustible cuando se dotó a la línea de locomotoras diésel y la principal central transformadora cuando se electrificó la línea. La playa de vías constaba de tres vías de paso, una para carga, dos para cocheras y tres para talleres.
El edificio principal fue diseñado de una planta en las alas laterales y de dos en el cuerpo central. Luego se construyó una planta más en los laterales. Como consecuencia del bombardeo de Guernica el edificio quedó seriamente dañado, quedando en pie solo sus paredes. Fue reconstruido reduciendo la superficie de la segunda planta y se le añadió una cantina junto al vestíbulo.
En 1973, como parte de las obras de electrificación, se modernizaron los servicios de talleres y cocheras sustituyendo los viejos edificios por un nuevo pabellón con cuatro vías y ubicando la subestación transformadora de alimentación de la línea en su entorno. En 1990 se instaló un sistema de enclavamiento eléctrico para la maniobra de los aparatos de vía.
El edificio de almacén de mercancía ha sido reconvertido en centro de información cultural dependiente del ayuntamiento de Guernica.

#### Apartaderos de Guernica
Desde la estación de Guernica y Luno se controlaban dos apartaderos, uno para Talleres de Guernica y Sociedad Anónima Los Pirineos que fue realizado en 1915 y otro para la empresa
maderera Toña y Leguineche realizado en 1950. Ambos se levantaron en 1968.

#### Apeadero de Institutoa-Gernika
En el kilómetro 15,141, cerca del Instituto de Enseñanza Media de Guernica, se construyó en 1938 un apeadero para dar servicio al Hospital Penitenciario Militar de Prisioneros de Guerra de Guernica, establecido en el antiguo colegio de Nuestra Señora de la Soledad, regentado por una comunidad
de frailes Agustinos, y al destacamento penitenciario de soldados trabajadores, que bajo las ordenas de la Dirección General de Regiones Devastadas realizaron la reconstrucción de la Villa Foral tras la Guerra Civil y el bombardeo de abril de 1937.
En 1969 se reconstruyó el apeadero para dar servicio a los alumnos y personal del Instituto de Enseñanzas Medias construido cerca del ese lugar.

#### Apeadero de Forua
Ya en la ampliación de la línea a Pedernales, en el punto kilométrico 16,541, se encuentra el apeadero de Forua. Un sencillo edificio de dos plantas realizado en ladrillo y madera con un solo andén.
En la década de los 90 del siglo XX se derribó dejando solamente una marquesina y un punto de venta automática de billetes.

#### Apeadero de Murueta
En el punto kilométrico 19,865 se ubica un pequeño apeadero compuesto por un andén con marquesina. Desde 1985 este apeadero no está en servicio.

#### Apartadero industrial a la tejera Aurrera
Ligado al apeadero de Murueta se encontraba el apartadero para la empresa de fabricación de tejas Aurrerá. Este apartadero se estableció en 1902 y se gobernaba mediante dos agujas desde el apeadero de Murueta.

#### Apartadero de la Dinamita
En el kilómetro 20,544 se realizó en 1902 un apartadero para dar servicio a la empresa la Sociedad Anónima Española La Dinamita de Galdácano (actualmente Unión Española de Explosivos) que tenía un pequeño embarcadero en las proximidades. Por él daban salida por vía marítima a sus productos. Se levantó en 1966 aunque desde hacía 10 años que estaba en desuso.
Tanto en la Compañía del ferrocarril como en la empresa de explosivos las familia Gandarias tenía una muy importante participación.

#### Apeadero y apartadero de los Astilleros de Murueta
Situado en el punto kilométrico 20,784, 240 m más adelante que el apartadero de La Dinamita, se estableció en el año 1942 un apartadero para dar servicio a los Astilleros de Murueta, empresa que también realizó trabajos de mantenimiento en del material móvil de la línea férrea. Posteriormente se construyó un apeadero que daba servicio a los trabajadores del astillero.
En 1962 se levantó el apartadero y en 1985 se cerró el Apeadero, y en el año 2001 se instaló una subestación y transformación eléctrica para alimentar la línea.

#### Apeadero de San Kristobal-Busturia
Esta estación, ahora apeadero, está ubicada en el kilómetro 21,342, aunque su ubicación original fue en el 21,250, en una curva. Tenía un edificio de dos plantas realizado en mampostería con estructura de madera con una marquesina adosada en el lado del andén. Sufrió daños durante la Guerra Civil, en la que se usó como cuartel de las tropas leales a la República. En 1990 se derribó el edificio y el andén se trasladó unos metros para alinearlo en una zona de recta de la vía.

#### Apeadero de Axpe-Busturia
Esta estación funciona actualmente como apeadero. Está ubicada en el punto kilométrico 22,722 y está constituida por un edificio de tres plantas de estilo regionalista construido en 1943 tras derribar el original, también de tres pisos, construido en mampostería y madera.

#### Estación Itsasbegi-Busturia
Tras la ampliación de la línea en 1893 se convirtió en la nueva estación término, hasta que en 1955 se amplió la línea hasta Bermeo. Se sitúa en el kilómetro 24,001 y se sitúa al lado de la isla de Txatxarramendi, propiedad en aquel entonces de la familia Gandarias, a la que estaba unida mediante un puente, permitiendo el acceso directo desde la estación hasta el establecimiento hotelero que allí poseían los Gandarias (luego usaron la isla como residencia vacacional particular).
Como estación término estaba dotada de las estructuras necesarias para el servicio del ferrocarril. El edificio de viajeros era una construcción sencilla de una sola planta realizada, como las otras de la ampliación a Pedernales, en mampostería y madera. Junto a él se ubicaban, en una pequeña construcción adosada, los retretes. Había un almacén para mercancías en régimen de pequeña velocidad, un edificio de viviendas con garaje, un cocherón para locomotoras, otro para vagones, un puente giratorio, un depósito de aguada y una báscula de pesaje de vagones. Desde 1895 hasta 1962 tenía una vía que daba acceso a las marismas y se utilizaba para cargar arena.
En 1949, cuando dejó de ser estación término, se demolieron las cocheras y se eliminó el puente giratorio. El edificio de viajeros se sustituyó por otro más moderno de estilo regionalista.
Estas instalaciones están situadas en terrenos del municipio de Busturia pero dan servicio a Pedernales. Este hecho ha provocado que su nombre haya sufrido vacaciones en el tiempo, además de las debidas a normalización de la lengua y el uso de los topónimos eusquéricos. Se ha llamado de las siguientes formas:
- 1893 a 1903 Pedernales.
- 1903 a 1941 Pedernales, jurisdicción Busturia.
- 1941 a 1961 Pedernales.
- 1961 a 1980 Pedernales-Busturia.
- 1980 a 1997 Sukarrieta.
- 1997 en adelante Itsasbegi-Busturia.

#### Estación de Mundaka
Situada en el kilómetro 26,243 se encuentra la estación de Mundaca, la primera de la ampliación de la línea a Bermeo. Entró en servicio en 1955. Contaba con un edificio de viajeros de tres plantas realizado en estilo regionalista, almacén y muelle de carga para mercancías. Tenía cuatro vías, la general, la de sobrepaso y dos para el servicio de mercancías. Estas últimas se levantaron en los años setenta del siglo XX.

#### Estación de Bermeo
La estación término actual es la de Bermeo. Se ubica en el punto kilométrico 28,772. Una característica de estas instalaciones es que la parte destinada a viajeros está parcialmente soterrada, pegada a la ladera por la que pasa la carretera de acceso a la localidad.
Las instalaciones se completaban con un edificio destinado al tráfico de mercancías en gran velocidad y un almacén y muelle para mercancías en régimen de pequeña velocidad. También tenía un cocherón para material móvil que contaba con viviendas en su parte superior.

#### Ramal al puerto comercial
La estación de Bermeo queda adosada al puerto de la localidad,. aunque la estación cuenta con una importante infraestructura para el tráfico de mercancías, en 1960 se instaló una vía de acceso directo a los muelles comerciales del puerto y el 3 de junio de 1961 se produjo el primer cargue
en el puerto de Bermeo. Esta vía se levantó en 1968 cuando se optó por dejar de dar servicio de mercancías. En 1996 se volvió a tender la vía que se mantuvo en funcionamiento hasta 1998, dando servicio, fundamentalmente, de transporte de materiales siderúrgicos.

##### Transporte de mercancías desde Bermeo
En la etapa entre 1996 y 1998 se realizó un desarrollo del tráfico de mercancías. En colaboración Euskotren con FEVE, el 18 de septiembre de 1997 se realizó el primer transporte de bobinas de material siderúrgico procedentes de Suecia con destino a Mecalux en Barcelona. El convoy estaba conformado por 12 vagones plataforma provistos de portabobinas y arrastrado por dos locomotoras Alsthom 1.600.
El transporte se realizaba por vía estrecha desde Bermeo a Luchana con paso por Ariz (Euskotren llegaba a Ariz y allí se hacía cargo FEVE), donde se cargaba en trenes de mercancías de RENFE que lo llevaba hasta Barcelona. Se transportaron en el año 1997, 3195 toneladas de bobinas de acero, 153 toneladas de perfil de 12 y 15 m y 564 toneladas de carril de 18 m, en total 3912 toneladas entre los meses de septiembre y diciembre y en el año 5566 toneladas de bobinas de acero, entre los meses de enero y agosto. El último tren salió el 5 de agosto de 1998. El servicio fue suspendido con el argumento de la saturación de la línea debido al incremento de servicios de viajeros.

## Material móvil
Durante el tiempo en que la línea férrea Amorebieta - Guernica y Lumo - Bermeo ha estado en servicio, más de 100 años, la tecnología ferroviaria se ha desarrollado ostensiblemente. La línea ha tenido dos hitos importantes y transcendentales, el abandono del vapor y la implantación de diésel en 1955 como parte de la ampliación de la línea hasta Bermeo, la otra fue la electrificación de la línea en 1973. Desde las viejas locomotoras de vapor y los coches de madera hasta las modernas unidades EMU de la Serie 900 que entraron en servicio en el año 2012 han pasado por las vías de Amorebieta - Bermeo muchos tipos de locomotoras y vagones.

### Locomotoras y automotores

#### Máquinas de vapor

##### Las tres primeras
Para la entrada en servicio de la línea férrea de Amorebieta a Guernica y Luno en 1888 se adquirieron tres locomotoras de vapor. Estás máquinas se compraron a la empresa de Glasgow (Gran Bretaña) por la empresa Sharp Stewart Co. Ltd. estas locomotoras tenían los números de serie 3.433, 3434 y 3435 y fueron bautizadas como «Guernica y Luno», «Múgica» y «Zugastieta»  (está se puede ver en el Museo Vasco del Ferrocarril) respectivamente. Estas locomotoras tenían un peso en vació de 18 Tm y en servicio de 22 Tm, su potencia era de 40 Caballos de vapor.

##### La Gandarias
Estas tres locomotoras estuvieron en servicio pleno hasta 1914 ya que en 1913 se encargó una nueva locomotora la cual fue entregada el 24 de febrero de 1914. Junto a la locomotora se adquirieron nuevos coches de viajeros que contaban con calefacción de vapor y freno automático de vacío. Esta locomotora era mayor que las tres anteriores y llegaba a alcanzar una velocidad de 40 km/h. Tenía un peso en vacío de 23 Tm y en servicio de 28 Tm. Fue adquirida a la empresa berlinesa A. Borsig. Tenía el número de serie 8798 y fue bautizada como  «Gandarias» (tomaba el nombre de la familia Gandarias que participaba mayoritariamente en el accionariado de la Compañía) y ostentó el número 4 de matrícula.
La Gandarias fue la locomotoras de casi todos los trenes de la línea. En 1936 un informe del Gobierno Provisional de Euzkadi estima que está en mal estado. Tras la Guerra Civil fue reparada y en 1945 quedó fuera de servicio por problemas en la caldera que la varó definitivamente en una vía muerta, primero en Guernica y luego en Zugastieta hasta que en 1970 se desguazó.
En la primavera de 1937 la línea férrea cae en manos de los facciosos y estos, en el empeño del restablecimiento rápido del servicio, traen la locomotora número 5 del ferrocarril zaragozano de Sádaba a Gallur. Se envió la primera quincena junio de 1937. El traslado se realizó por ferrocarril hasta la estación de Amorebieta. Desde la estación hasta la vía del Amorebieta Pedernales, al estar derruido el puente sobre el Ibaizabal, fue transportada sobre una vía provisional, compuesta por pequeños tramos que se iban montando sucesivamente, por las calles de la población. El 19 de junio se reabrió el servicio en la línea. En diciembre de ese año, una vez que las máquinas propias de la línea fueron reparadas, la número 5 se devolvió al Sádaba-Gallur.

##### Tras la Guerra Civil, las del Vasco-Navarro
Tras la Guerra Civil y el traspaso de la gestión de la línea a Explotación de Ferrocarriles por el Estado se realizó una gestión del parque motor integrado con otros ferrocarriles que estaban bajo el mismo organismo, de forma que locomotoras de otras líneas fueron enviadas a prestar servicio en la línea de Amorebieta a Pedernales.
Las primeras máquinas que llegaron, antes del fin de la contienda en 1938, a reforzar el servicio fueron las locomotoras del ferrocarril Vasco-Navarro número 2, bautizada «Laurak Bat» y la número 4 llamada «Vitoria», que habían sido comprada en 1887 a la casa británica Falcon. Eran demasiado grandes y creaban problemas en la gestión de la línea. La Laurak Bat se devolvió al Vasco Navarro nada más acabar la guerra y la «Vitoria» en 1945. Cuando comenzaron las obras de la ampliación a Bermeo se trajo a la línea la locomotora número 5 del Vasco-Navarro, la «Modragón», que estuvo prestando servicio hasta 1 de septiembre de 1955.
Cuando se reconstruye el puente sobre el Ibaizabal en Amorebieta se da paso a locomotoras más grandes. Estas locomotoras provenían también del Vasco-Navarro y eran excedentes por haber sido electrificada aquella línea. Fueron seis máquinas que ostentaban las matrículas del número 11 al 17, a excepción de la número 13, y se habían construido en la empresa Maquinista Terrestre y Marítima de Barcelona entre 1922 y 1928. Estas máquinas, que tenían los números de serie 141-145 y 390-391, tenían un peso en vacío de 32 Tm y en activo de 43 Tm y una esfuerzo de tracción de 5313 kilogramos.
Estas máquinas prestaron servicio simultáneo en las líneas de Amorebieta a Pedernales, en el Vasco Navarro y en la línea del ferrocarril de Castro-Traslaviña. En la línea de Amorebieta a Pedernales estás locomotoras estuvieron:
- Máquina Número 11

Llega a prestar servicio el 16 de junio de 1938. El 12 de diciembre de 1940 se manda a reparar a Vitoria. Vuelve el 1 de mayo de 1944 y el 12 de abril de 1948 se devuelve al Vasco-Navarro. Vuelve en 1953 debido a la prolongación a Bermeo y está en servicio hasta finales de 1965 cuando es retirada permaneciendo en Guernica hasta que el 8 de marzo de 1973 se dona al ayuntamiento de Oñate para exponerla como monumento al lado de la antigua estación de tren de esa localidad guipuzcoana.
- Máquina Número 12

Llega a la línea el 25 de mayo de 1938 siendo usada como prueba de carga en puente sobre el Ibaizabal. Se manda a Vitoria el 12 de septiembre de 1940 y se destina al ferrocarril de Calahorra a Arnedillo. Vuelve en 1945 y el 10 de mayo de 1947 se vuelve a mandar a Vitoria para ser reparada, de donde regresa el 27 de febrero de 1948. El 8 de julio de 1959 se manda al Vasco-Navarro y el 26 de abril de 1961 regresa al Amorebieta-Bermeo, combinándose ya con las máquinas diésel. El 31 de diciembre de 1966 sale de servicio y se desguaza en 1970.
- Máquina Número 13

No hay datos que indiquen que haya prestado servicio en la línea.
- Máquina Número 14

Llega a la línea el 28 de junio de 1939 permaneciendo en activo hasta que el 22 de mayo de 1942 se devuelve a Vitoria y se destina al ferrocarril de Fuencarral a Colmenar Viejo y luego a la línea de Madrid a Almorox.
- Máquina Número 15

Llega el 20 de septiembre de 1941 y está hasta principios de 1944 cuando se manda a Vitoria y se destina al Fuencarral a Colmenar Viejo primero y luego al Madrid a Almorox.
- Máquina Número 16

Llega el 4 de noviembre de 1941 y presta servicio hasta el 2 de mayo de 1946 que se manda a Vitoria.
El 16 de junio de 1948 vuelve al Amorebieta-Pedernales aunque en los inviernos prestara servicio en el Vasco-Navarro.
En 1959 se manda al ferrocarril de Castro a Traslaviña y regresa el 29 de julio de 1961. En 1964 presta servicio en el ferrocarril Santander-Bilbao hasta 1966 que es sometida a una importante reparación en los talleres de Balmaseda del ferrocarril de la Robla. Tras esa reparación vuelve al Amorebieta-Bermeo. es desguazada en Guernica en 1970.
- Máquina Número 17

Entra a prestar servicio en la línea el 30 de agosto de 1939 y está hasta el 15 de noviembre de 1941 cuando la devuelven a su línea original. El 26 de octubre de 1942 vuelve a la Amorebieta-Pedernales y 11 de mayo de 1944 se manda a reparar a Vitoria de donde vuelve el 24 de septiembre del mismo año.
El 18 de agosto de 1947 se manda a los talleres que la empresa que la fabricó, la Maquinista y Metalúrgica Aragonesa, tenía en la localidad zaragozana de Utebo, para ser sometida a una reparación de envergadura. El 5 de julio de 1949 vuelve a prestar servicio en el Amorebieta-Pedernales, con alguna misión en la línea Castro-Traslaviña y al Santander a Bilbao y alguna visita de mantenimiento a Vitoria. En 1968 se destina al Santander-Bilbao siendo desguazada.

##### Tras la Guerra Civil, las Trubiecas
A partir de 1943 comienzan a prestar servicio las locomotoras de vapor construidas por la Fábrica Nacional de Armas de Trubia entre 1929 y 1942 para el ferrocarril de Ferrol a Gijón. estas locomotoras se denominaban como "trubiecas". Portaban los números de matrícula del 1 al 10 que coincidía con su número de serie (fueron las únicas locomotoras realizadas por esta empresa que se dedicaba principalmente a la construcción de armas). Tenían un peso en vacío de 43 Tm y en servicio de 53 Tm y generaban un esfuerzo de tracción de 7937 kilogramos. la número 1 no presto servicio en la Línea Amorabieta Pedernales. Las demás prestaron los siguientes servicios:
- Máquina Número 2

Del 13 al 17 de agosto de 1955. Vino a reforzar el servicio durante la inauguración de la ampliación a Bermeo. Procedía del ferrocarril Castro-Traslaviña.
- Máquina Número 3

Procedente de Vitoria se integró al servicio el 7 de agosto de 1946 pero en septiembre de ese año tuvo una avería que la remitió de nuevo a los talleres de Vitoria hasta el 18 de agosto de 1947. De enero a abril de 1949 presta servicio en el Vasco-Navarro hasta el 1 de agosto de 1950 que se le cambia de destino.
- Máquina Número 4

Llega el 10 de mayo de 1947 y se manda a reparar a Vitoria en abril de 1948 debido a las grietas en la caldera (con las que había llegado un año antes), vuelve, sin reparar, el 11 de mayo del mismo año. El 5 de julio de 1949 se le destina a los astilleros de Cádiz.
- Máquina Número 5

Esta locomotora presto servicio esporádico en tres ocasiones, del 15 de julio de 1953 al 6 de noviembre de 1955, vuelve el 1956 y entre el 22 de mayo de 1957 y el 8 de julio de 1959, fecha en que fue remitida a Vitoria.
- Máquina Número 7

presta servicio en la línea desde el 12 de junio de 1943 hasta agosto de 1946, que se manda a Vitoria y de allí se destina al ferrocarril de Carcagente a Denia.
- Máquina Número 9

La locomotora número 9 estuvo en ela línea Amorebieta Bermeo entre 1 de septiembre y noviembre de 1955 y del 1 de marzo hasta el 10 de septiembre de 1956, cuando se destinó al ferrocarril de Castro a Traslaviña.
- Máquina Número 10

La número 10 prestó servicio entre 16 de septiembre de 1956 hasta el 18 de octubre de 1958, cuando fue destinada al Castro-Traslaviña.

##### Las máquinas de los Ferrocarriles Vascongados
Desde su origen la línea férrea de Amorebieta a Guernica y Luno compartió instalaciones con el Ferrocarril Central de Vizcaya, primero, y con los Ferrocarriles Vascongados, después. Por ello no es raro el uso de material móvil de una empresa en la otra. Hay constancia que ya durante la construcción de la línea se usaron locomotoras procedentes del Ferrocarril Central de Vizcaya, seguramente alguna locomotora tipo 030T de la casa alemana Hanomag, de las cinco que poseía la compañía. También hay constancia de alquiler de una máquina entre 31 de octubre y el 25 de noviembre de 1901.
Tras la Guerra Civil se alquiló la locomotora número 105 «Igartua» que había sido construida en Mánchester por Nasmyth & Wilson en el año 1892. El 14 de noviembre de 1951 entra en servicio entre Amorebieta y Pedernales la locomotora número 301 «Deva», idéntica a la Igartua pero construida en 1894. Prestó servicio hasta que en 1953 se destina al ferrocarril de Castro a Traslaviña. El 25 de octubre de 1955 entra en servicio en la línea la número 13 « Vizcaya», construida, como sus hermanas en Mánchester, pero en esta ocasión en el año 1898. La Vizcaya estuvo en servicio hasta el 8 de abril de 1956 cuando se destina al Castro-Traslaviña.
A finales de octubre de 1952 se alquila la número 51 «Zuria» para reforzar el servicio especial debido al último lunes de octubre de Guernica. Esta máquina, construida la casa alemana
Krauss de Múnich entre 1914 y 1921, pesaba 64 Tm y ha sido la más pesada que ha circulado por las vías del Amorebieta - Bermeo.
Estas locomotoras habían sido destinadas al Bilbao a Lezama en marzo de 1938 ya que estaban sin servicio en los Vascongados desde su electrificaión en 1929.

##### La última de vapor
La última locomotora de vapor que circuló en el Amorebieta-Bermeo fue la «Manuel Oraa», matriculada con el número 106 en el Ferrocarril de la Robla. Prestó servio bajo alquiler entre 30 de julio y 6 de agosto de 1966. Esta era una máquina construida por la empresa Suiza Wintenthur en 1906 para los Ferrocarriles Rheticos y comprada en 1952 por el Ferrocarril de la Robla.

#### Máquinas diésel
El día 16 de agosto de 1955 se inauguraba la ampliación de la línea hasta Bermeo. El tren inaugural iba tirado por una locomotora diésel, matriculada con el número 1001, esta máquina fue la primera máquina diésel en el ferrocarril de Amorebieta a Bermeo. Era una máquina de reciente construcción procedente del ferrocarril Vasco-Navarro, como el resto del convoy, construida por la empresa francesa Alsthom ese mismo año. Tras los actos de inauguración el tren fue devuelto a los talleres de Vitoria y el servicio se dio con el material propio asignado a la línea. En el año 2004 la número 1001 volvió a recorrer las vías del Amorebieta Bermeo, esta vez para trabajar en las obras de consolidación del viaducto de Mundaca.
El 28 de julio de 1958 entra en servicio permanente en la línea la locomotora diésel-eléctrica 1151. esta máquina había sido construida ese mismo año en la empresa de Sestao Sociedad Española de Construcción Naval. El 19 de noviembre de ese mismo año es entregada una segunda unidad idéntica a la anterior matriculada con el número 1152. Luego llegarían las número 1158 y número 1159, completando así el parque motor. La vida de estas locomotoras en el Amorebieta Bermeo fue la siguiente:
- Máquina Número 1151

Entra en servicio el 28 de julio de 1958 y se mantiene en activo hasta el 8 de marzo de 1969 que se destina al ferrocarril de Santander a Bilbao. La sustituye temporalmente la diésel-hidráulica 1104.
- Máquina Número 1152

Entra en servicio el 19 de noviembre de 1958 y se mantiene en la línea hasta finales de 1960 cuando se envía al Castro a Traslaviña. Vuelve esporádicamente entre el 28 de junio y el 19 de julio de
1961, y posteriormente vuelve a prestar servicio en el Amorebieta Bermeo hasta la electrificación de la línea en 1973.
- Máquina Número 1158

Presta servicio en la línea Amorebieta Bermeo desde agosto de 1965 hasta noviembre
de 1972, que se envía a los talleres de Balmaseda para realizar una reparación en profundidad. Después es destinada a otros ferrocarriles del estado. Sale de servicio en 1989 y se encuentra, desde entonces en el Museo Vasco del Ferrocarril.
- Máquina Número 1159

Entra en servicio en el Amorebieta Bermeo el 4 de julio de 1967 y permanece en activo hasta el 15 de
mayo de 1973 que se avería. No vuelve por haberse electrificado la línea ese año.
Otras locomotoras, normalmente del tipo diésel-hidráulicas, realizaron servicios puntuales y esporádicos para cubrir las necesidades que surgían en la explotación. Algunas de ellas son: la DH-1, número 1101, del 16 al 18 de abril de 1966; la número 1102 (DH-2), entre el 27 y el 29 de
octubre de 1963 la número 1103, entre el 27 de marzo al 5 de mayo de 1965; la número 1104, llegó al Amorebieta Bermeo el 8 de marzo de 1969 y fue devuelta el 24 de abril, también estuvo 18 y 19 de julio de 1970; la número 1105, solo estuvo desde el 6 de marzo hasta abril en 1964 y la número 1110 circuló por las vías del Amorebieta Bermeo entre el 20 de junio y el 2 de julio de 1969. También algunas diésel-eléctricas, similares a la inaugural, vinieron a reforzar el servicio, así la SB-1 estuvo del 2 al 6 de noviembre de 1963, del 27 de febrero al 5 de marzo de 1965, del 18 de noviembre al 6 de diciembre de 1966 y del 5 al 20 de abril de 1969.
El 10 de febrero de 1973 se la locomotora número 1004 del Ferrocarril Vasco-Asturiano, número 1053 según FEVE, prestó servicio hasta la electrificación, después de servir en varias líneas del estado pasó al Museo Vasco del Ferrocarril en el año 2003.
Una serie de pequeñas locomotoras destinadas a maniobras también formaron parte del elenco de tracción del Amorebieta-Bermeo. Entre el 1 de diciembre de 1961 y el 9 de agosto de 1963 prestó servicio un tractor construido por la empresa alemana Rurthaler en 1955. El 24 de noviembre de 1966 se incorporó al parque móvil la locomotora de maniobras Número 1301 para trabajar en las obras de ampliación de los túneles de la línea, el 28 de febrero de 1968 se la destinó al Vasco-Navarro y luego al Santander-Bilbao. Entre 1972 y 1973 trabajó en las labores de electrificación la máquina número 1303. Máquina idéntica a la 1301. La 1303 fue sustituida por una locomotora fabricada por CAF, una Batignolles 1207, que llegó a la línea en 1970 Tras una avería se sustituyó por la número 1210 en agosto de 1973 y se devolvió en 1975.

### Automotores
Las locomotoras diésel se completaron con automotores, locomotoras con capacidad de llevar viajeros, que poco a poco fueron adquiriendo notoriedad y cubriendo el servicio. Los trenes eléctricos ya fueron en su totalidad automotores, conformados con coches de viajeros junto al automotor y en ocasiones con un coche con cabina que cerraba el tren.

#### Automotores diésel
Al final de la década de los años 50 del siglo XX, ya con la ampliación de la línea hasta Bermeo en servicio, entraron en servicio algunos automotores de la serie 2000. El 2 de julio de 1959 se incorporaron dos unidades de esta serie, la 2023 y la 2024 que se completaban con un remolque tipo 5015. Este material entró en servicio el 14 de agosto de ese mismo año. En septiembre de ese año llega otra unidad, la número 2025 pero en abril de 1961 se destina al ferrocarril de Castro a Traslaviña. En 1970 la número 2024 se cambia por la 2029 que estuvo en servicio hasta la electrificación en 1973.
En diciembre de 1966 y procedentes del ferrocarril Calahorra Arnedillo que se acababa de cerrar llegaron al Amorebieta Bermeo dos pequeños automotores, el AG-1 y el WMG-5. Estás máquinas prestaron un escaso servicio. El AG-1 se destinó el 22 de abril de 1967 al Vasco-Navarro mientras que el WMG-5 se mantuvo en servicio hasta su desguace en Zugastieta en el año 1970.

#### Automotores eléctricos

##### Los automotores MAAC del Vasco-Navarro
Cuando se electrificó la línea en 1973 se dotó a la misma del material móvil del Vasco-Navarro, que había sido cerrado en 1967. Del Vasco-Navarro se mandaron al Amorebieta-Bermeo cinco unidades compuestas por los automotores MAAC, que fueron construidos por Siemens y carrozados por la empresa aragonesa Material Móvil y Construcciones entre 1929 y 1937, las máquinas enviadas eran las número 1, 3, 4, 6 y 8. Junto a ellas se enviaron los furgones automotores MDD, 101, 102, 103,
104 y 107, realizados, al igual que los MAAC por Siemens y Material Móvil y Construcciones entre 1929 y 1937.
Las unidades 3, 4, 6 y 8 fueron remozadas antes de entrar en servicio en 1973, la número 1 fue usada como fuente de repuestos, y rematriculadas con los números 3201, 3202, 3203 y 3204. La que fuera número 4 no llegó a su destino ya que se desvió al Topo (ferrocarril San Sebastián-Frontera Francesa). De los furgones solo quedó en servicio la número MDD 107 que fue remozado y renombrado como 3301.
En 1982, ya bajo gestión de Euskotren, se renuevan los automotores de la serie 3001 a 3005 y los remolques de la serie 6006 a 6010 que son transformados en trenes reversibles conformados por el coche motor, remolque y remolque con cabina, estuvieron en servicio hasta 1990. De esta forma se realizan tres unidades:
- Primera: coche motor 3001, el remolque intermedio 5001 (antiguo remolque 6008) y el remolque con cabina 6001 (antiguo remolque 6006, la cabina procedía de su coche motor).
- Segunda: coche motor 3002 (antiguo coche motor 3004 que conservó sus dos cabinas de mando), el remolque intermedio 5002 (antiguo remolque 6010) y el remolque con cabina 6002 (procedente de la desmotorización del automotor 3005).
- Tercera: coche motor 3003, el remolque intermedio 5003 (antiguo 6007) y el remolque con cabina 6003 (antiguo remolque 6009, la cabina procedía de su coche motor).

En 1979 se comienza una renovación del parque móvil, entran en servicio modernas unidades 3500 que van sustituyendo a los viejos trenes del Vasco-Navarro.

##### La serie 3500
En 1979 comienzan a entrar en servicio las unidades de la serie 3500 que desde el año anterior estaba construyendo CAF en su factoría de Beasaín. La composición original era de coche motor con remolque con cabina. De las 20 unidades de esta serie que adquirió FEVE, quince se asignaron a las líneas vascas de San Sebastián a la Frontera Francesa, Bilbao-San Sebastián y Amorebieta-Bermeo.
Estos trenes carecían de estribo lo que obligaba a elevar la altura de los andenes. Esto retrasó su entrada en servicio. 1 de marzo de 1980, ya bajo la gestión del Gobierno Vasco, se realizó su presentación pública en las líneas de sus gestión. Los coches motores de estas unidades recibieron los números de matrícula del 3501 al 3515 y los remolques con cabina del 6501 al 6515.
FEVE encargó, antes de ceder la gestión al Gobierno Vasco, 15 remolques intermedios que completaban los trenes. Estos vehículos fueron matriculados con los números del 5501 al 5519. Se realizaron composiciones de trenes con tres y cuatro coches.
Estos trenes fueron remozados completamente a mediados de la década del 90, cambiando su look interior, haciéndolo similar a los más modernos de la serie UT 300 y una decoración exterior como la serie UT 200. Con anterioridad se habían modificado algunas unidades para prestar un servicio especial en la línea Bilbao-San Sebastián, el Bidexpress, en esa reforma se había modernizado los servicios para los pasajeros, poniendo megafonía y vídeo. Todas las unidades de esta serie fueron unificadas con todos los servicios y características de los primeros "Bidexpress". En el año 2000 se volvió a realizar una reforma integral (se instalaba aire acondicionado, entre otras cosas) de estas unidades, esta vez la realizó la propia CAF. Esta serie estuvo en servicio hasta finales de la primera década del siglo XXI.

##### La serie 3100
Procedentes de la remodelación a profundidad de los trenes construidos para los antiguos Ferrocarriles y Transportes Suburbanos de Bilbao y denominados serie 100 realizada por la por la empresa Coinsa y el taller de CAF en Irún, se creó las serie 3100. Denominada así para los coches motores y 5100 los remolques intermedios y 6100 los remolques con cabina.
Esta serie incluía importante novedades, un nuevo diseño interior, puertas automáticas, megafonía, hilo musical... Se realizaron un total de ocho trenes completos. Estos trenes se proyectaron para la modernización del Ferrocarril del Urola, pero su cierre en 1988 impidió que entraran en servicio en esa línea.
En 1996 entran en servicio las unidades de la serie 200, haciendo que las 3100 se fueran relegando a labores secundarias. Se realizaron tres trenes conformados por dos automotores y un remolque, uno de estos trenes prestó servicio permanente en la línea Amorebieta-Bermeo. El resto del material quedó fuera de servicio. En el año 2001 se dio de baja a todas las unidades. El coche motor 3101 y el remolque 6104 están en el Museo Vasco del Ferrocarril.

##### La serie 200
En 1996 entran en servicio unidades de la denominada serie 200. Estos trenes, de los que Euskotren compró 20 unidades, estaban compuestos por dos coches motores y un remolque intermedio. Fueron fabricados por 
por CAF y Babcock & Wilcox con maquinaria de tracción de Westinghouse construida en Erandio.
La serie 200 tenía suspensión neumática, sistemas de control de tracción electrónicos, velocidad prefijada, bogies monomotores (los motores de tracción, enteramente suspendidos, accionan los ejes motores mediante transmisiones cardan)... luego se agregaron otras mejoras como los enganches automáticos tipo Scharfenberg. En 1999 se completan todas las unidades con un segundo remolque intermedio.

##### La serie 300
La serie 300, incorporada ya en los primeros años del siglo XXI, está derivada de la serie 3500. Los trenes se conforman con coche motor y remolque con cabina. Los coches motores están numerados del 301-1 al 312-1 y los remolques con cabina del 301-3 al 312-3. Está previsto que se pueda incorporar un remolque intermedio.
Estos trenes fueron construidos por CAF a partir del año 1990, algunas unidades se subcontrataron a 
Babcock & Wilcox. Las unidades 310, 311 y 312 fueron remodeladas para prestar el servicio "Euskopullman" entre Bilbao y San Sebastián y desde el año 2000 prestan servicio semidirecto con Bilbao en la línea Amorebieta-Bermeo.

##### La serie 900
Las unidades ferroviarias EMU de la Serie 900 construidas por la empresa vasca Construcción y Auxiliar de Ferrocarriles, CAF, entraron en servicio en toda la red de Euskotren en el año 2012. Ese año se entregaron los primeros 7 trenes a los que se sumaron otros 13 en los dos siguientes años aunque el número de unidades adquiridas es de 30. Estas unidades complementaron y modernizaron el material móvil de Euskotren incluyendo la línea Amorebieta a Bermeo.
El diseño de las EMU de la Serie 900 fue realizado utilizando la más moderna tecnología del momento y en él participó la consultoría en diseño e innovación de LKS perteneciente al Grupo Mondragón. Destaca en el diseño de estas unidades ferroviarias el sistema de seguridad denominado  “anticlimber” que evita, en caso de accidente, que los vagones se monten unos encima de los otros al estar diseñados para absorber las deformaciones y aumentar la absorción de energía. Cuentan con rampas en los accesos y toda una serie de equipamientos de señalización que ayudan a las personas con minusvalías auditivas y visuales.
Los trenes están compuestos por cuatro coches, dos de ellos, los de los extremos, con automotores. Pueden llevar hasta 240 viajeros a una velocidad de 100 km/h. Por dentro el espacio es diáfano y sin obstáculos pudiendo pasar sin dificultad alguna de vagón en vagón. Disponen de aseos y un sistema de televisión. El puesto del maquinista cuenta con las facilidades para la conducción. Cada unidad tiene sistemas de Red Ethernet Gigabit en Fibra Óptica, sistemas de conectividad con aplicaciones de tierra (Wifi, GPRS, Tetra), registrador cinemático, autodiagnóstico de equipos y alarmas a tierra, etc.

### Material móvil remolcado
El material móvil remolcado se divide en dos grandes grupos, los coches de pasajeros y los vagones de carga. En la historia del ferrocarril de Amorebieta a Bermeo, como en el caso de las locomotoras, el material remolcado ha pasado por varias etapas tecnológicas. También por diferentes estrategias de explotación, en especial en lo referente al transporte de mercancías.

#### Coches de pasajeros
Inicialmente el ferrocarril Amorebieta-Guernica y Luno tenía un parque de coches de pasajeros que incluía coches de diferentes categorías. Estos coches eran de madera forrados de chapa y tenían dos ejes fueron construidos en Mánchester por Ashbury en 1888. El parque inicial estaba compuesto por:
- Tres coches de 26 asientos de primera clase, matriculados como A-1 a A-3. Pasaron a tercera clase en 1927.
- Dos coches mixtos de 24 asientos, de primera y segunda clase, matriculados como AB-1 a AB-2.
- Dos coches de segunda clase, matriculados como B-1 a B-2. Convertidos en tercera clase en 1928.
- Siete coches de tercera clase, matriculados como C-1 a C-7. Los C-1 y C-2 eran de 32 asientos, los demás de 36.

En 1914 se adquirieron nuevos coches, estos iban sobre bogies, tenían calefacción a vapor y freno automático de vacío, lo que aumentaban su confort y la seguridad e hicieron que los viejos coches de dos ejes fueran quedando relegados de los servicios más importantes.
Estos coches se compraron a la Sociedad Española de Construcciones Metálicas y fueron construidos en su Fábrica de Vagones de Beasaín. Eran un coche mixto de primera (16 asientos) y segunda clase (40 asientos), matriculado como TAB-1 y otro mixto de segunda (16 asientos) y tercera clase (16 asientos), matriculado TBC-2. En 1915 se compraron dos coches de tercera clase con 52 asientos que llevaron las matrículas TC-1 y TC-2.
En las vías del Amorebieta-Bermeo también se vieron coches de dos ejes procedentes y de bogies del Vasco-Navarro. Los coches de dos ejes, construidos por Ashbury en 1888, tenían el acceso por portezuelas laterales, individuales para cada departamento. Tenían la matrícula ABO-1, B-1 y 2, y C-1, 2, 9 y 12. Los coches de bogies, fueron cuatro de tercera clase matriculados como CC-2 a CC-4 y tres mixtos de primera y segunda clase matriculados de AAB-1 a AAB-3. En 1944 se devolvieron a al línea de origen.
Hasta 1939 no hubo cambios en el parque móvil, los coches de primera y segunda clase pasaron a ser de tercera clase.
Después de la Guerra Civil los coches mixtos, se reconvirtieron en coches de primera clase con furgón para transporte de correo y se rematricularon como AO-1 y AO-2. El coche de primera clase A-1 se reconvirtió en el coche salón-pagador Z-1 en 1944 y los coches de tercera clase se reconstruyeron dándoles un exterior de friso de madera, el mixto TAC-2 se reconvirtió en coche de tercera clase y se rematriculó como TC-3 mientras que el TC-3 original se le dotó de un departamento para el correo y pasó a ser el TCO-3. El coche mixto de segunda y tercera clase, el TBC-2, pasó a ser el TACO-2 al ser dotado de departamento postal.
Este parque se mantuvo en activo hasta que a finales de los años 50 del siglo XX cuando la incorporación de nuevos coches con bogies los fue retirando del servicio. Fueron desaguazados en 1956 y 1970.
En 1949 entraron en servicio, adquiridos por la Explotación de Ferrocarriles del Estado, tres coches construidos por la Sociedad Española de Construcción Naval en Sestao. Llevaron los números AAC-4 al AAC-6.
Tras la prolongación de la línea a Bermeo se reforzó el parque móvil con coches procedentes del ferrocarril de Carcagente a Denia (que también habían estado prestando servicio en el Fuencarral a Colmenar Viejo). Eran coches de madera forrados con chapa con 52 asientos. Fueron, un coche mixto de primera y segunda clase, denominado AAB-2, y tres de tercera clase matriculados como CC-2, CC-5 y CC-6.
En 1967 llegó otro lote, un coche mixto de primera y tercera clase, el AAC-4 y otros tres de tercera clase (con 52 asientos), los CC-4, CC-11 y CC-13. Estos coches fueron desguazados poco después y no llegaron a prestar servicio en la línea. En 1968 llegaron los coches de tercera clase C-25, 26, 101, 105 y 106 (con 42 asientos) procedentes del Santander-Bilbao, que se usaron para servicio de refuerzo.
Coches de madera sobre bogies propiedad de los Ferrocarriles Vascongados formaron frecuentemente parte del servicio directo entre Bermeo y Bilbao.
El remolque de automotor Ferrostaal número 5015, que entró en servicio en 1959, fue el primer coche metálico que dio servicio en el Amorebieta Bermeo, tenía 56 asientos. En 1970 entró en servicio otro remolque de automotor del tipo MAN, el 5303, con 52 asientos, que sustituía al coche de madera AAB-5.
Procedentes del cierre del Vasco-Navarro llegaron, en los años setenta, al Amorebieta-Bermeo 8 remolques que fueron previamente remozados. Estos fueron los matriculados como BB-6201 a BB-6206 y los BB-6211 y 6212 y siempre formaron parte de trenes conformados con automotores de las series 3000, 3200 y 3300 ya que usaban frenos de aire comprimido. En 1980 fueron sustituidos por el material de la serie 3500.
También procedentes del Vasco-Navarro fueron los coches CC-4, CC-10 y AAC-3 que se usaron para refuerce del servicio, contaban con.
Puntualmente, entre julio y septiembre de 1973, circularon cuatro coches construidos por la
Sociedad Española de Construcción Naval en Sestao el año 1963 con números del Rc-4 al Rc-47.

#### Furgones
Originalmente se adquirieron tres furgones de madera recubiertos de chapa destinados al transporte de mercancías e equipajes. Estos coches estaban matriculados de D-1 a D-3, construidos en Mánchester por Ashbury en 1888. En 1927 se adquirieron dos unidades de furgones suministradas por los Talleres del
Astillero (Cantabria) matriculándolas como D-4 y D-1 y el D-1 original fue rematriculado como D-8.
En 1953 se renovó el parque de furgones. Se incorporaron 6 vehículos con las numeraciones del DDO-1 al DDO-6. Estos coches estaban construidos por Euskalduna en su factoría de Villaverde Bajo de Madrid. Estos furgones formaban parte de una adquisición de 52 coches realizada por la Explotación de Ferrocarriles por el Estado en 1944.

#### Vagones de carga
La dotación inicial del ferrocarril Amorebieta-Guernica y Luno de vagones de carga fue de 24 unidades de diferentes tipos:
- Seis vehículos cerrados, matriculados como E-1 a E-6.
- Seis vagones de borde alto, matriculados como M-1 a M-6.
- Doce plataformas, matriculadas como N-1 a N-12.

Todos los vagones fueron fabricados, al igual que el resto del material móvil original, por casa británica Ashbury de Mánchester en 1888 con una capacidad de carga de 10 Tm e iban sobre dos ejes.
En 1892, para cubrir las necesidades del transporte de arena desde Pedernales, se compraron cuatro nuevas plataformas fabricadas en Bélgica por Braine le Comte. Estas plataformas fueron matriculadas del N-13 al N-16.
En 1927 se compraron cinco vagones cerrados y cinco vagones de borde alto todos ellos fabricados en la localidad cántabra de Astillero. Recibieron los números de matrícula del E-7 al E-11 y del M-7 al M-11 respectivamente.
Tras la Guerra Civil la Explotación de Ferrocarriles por el Estado asignó al Amorebieta-Pedernales los vagones cerrados K-13, K-21, K-30 y KK-1 del Vasco-Navarro.
A partir de 1945 se emprende la renovación del parque de vagones de mercancías, se reconstruyeron las unidades M-1 y 6 y N-4, 11 y 12 y se destinaron a la línea veinticinco vagones de nueva
construcción, estos eran:
- Tres vagones cerrados K-05404 a 05406, construidos en 1948 por la empresa donostiarra Herederos de Ramón Múgica.
- Cuatro vagones plataformas N-05120 a 05123, construidos en 1948 por Talleres de Miravalles.
- Cinco vagones plataformas N-564 a 568, construidos por CAF en Beasaín en 1948.
- Tres vagones de borde alto H-5722 a 5724, construidos por Forjas de Alcalá en 1948.
- Dos vagones de borde alto H-05749 a 05751, construidos por Talleres Vers de Madrid en 1949.

El tránsito e intercambio de vagones de otras compañías y otras líneas ha sido habitual. Tras el declive y la suspensión del servicio de mercancías el parque de vagones de mercancías fue desmantelado.

## Explotación y servicios
El planteamiento de servicio inicial de la Compañía del Ferrocarril de Amorebieta a Guernica y Luno fue el de realizar con tres circulaciones diarias de trenes de viajeros que combinaban en Amorebieta con los trenes del Ferrocarril Central de Vizcaya que unía Durango con Bilbao. Se establecía un tren a primera hora de la mañana, otro al mediodía y otro al anochecer. El recorrido se realizaba en unos 42 minutos a una velocidad media de unos 21,4 km/h. Estos trenes eran mixtos de mercancías y pasajeros.
Tras la ampliación de la línea a Pedernales se establecieron cinco circulaciones, tardando en el trayecto sobre una hora y siete minutos (lo que representa una velocidad media de 22,3 km/h).
En el año 1902 se conforman trenes solo de mercancías, en especial los que transportaban dinamita desde Galdácano hasta el embarcadero que la empresa de dinamita tenía en Murueta. Ese año comienzan los servicios directos a Bilbao con tres circulaciones.
Desde Pedernales a Bilbao se tardaban 2 horas y el billete costaba entre 5,55 pts los de primera clase y las 2,55 los de tercera, quedando los de segunda clase a 3,85 pts.
En verano y en fiestas de Guernica se reforzaba, y refuerza, el servicio con trenes especiales.
La ampliación a Bermeo implicó una ampliación del servicio elevando la circulaciones a ocho, de las que cuatro de ellas llevaban coches directos a Bilbao. El tiempo de viaje desde Bermeo a Amorebieta era de una hora a una velocidad media de unos 27,6 km/h. Se completaba el servicio con dos expediciones ente Guernica y Bermeo y viceversa.
En 1973 había nueve trenes entre Amorebieta y Bermeo, cuatro entre Guernica y Bermeo y uno desde Guernica a Amrebieta. El tiempo del total del recorrido era de cuarenta y nueve minutos, lo que da una velocidad media de 35,5 km/h. La electrificación solamente redujo unos tres minutos ese tiempo. Se ofrecían siete circulaciones en cada sentido, cuatro de ellas directas desde Bilbao, a los que se sumaban cinco trenes cortos entre Guernica y Bermeo.
En 1983, ya bajo gestión de Euskotren, había diez circulaciones en cada sentido, de las cuales cuatro eran directas a Bilbao, mientras que las otras combinaban en Amorebieta con los trenes de la línea Bilbao San Sebastián. El tiempo total del recorrido entre Bermeo y Amorebieta era de 42 minutos (velocidad media de 41,4 km/h) y de una hora y quince minutos (velocidad media de 42,4 km/h) hasta Bilbao.
Desde 1989 en adelante todos los trenes pasaron a realizar el recorrido hasta Bilbao sin parar en la estación de Amorebieta, lo hacen en el apeadero a 500 m de la estación. Se ha llegado a ofrecer 27 circulaciones entre Bermeo y Bilbao a las que hay que sumar 3 entre Bewrmeo y Guernica y otras tres entre Guernica y Bilbao.
El servicio de mercancías se suspendió en 1968. Puntualmente, entre 1997 y 1998 se realizaron servicios de transporte material siderúrgico desde el puerto de Bermeo.

## Los impulsores del proyecto
El concesionario, Luis Landecho y Urríes (1852-1941)
Nació en Bilbao el 14 de marzo de 1852- estudio arquitectura en Madrid donde fijó su residencia. Debido a una relación familiar con los Allende Salazar y vinculaciones políticas (era conservador y fue diputado a cortes entre 1885 y 1893 en representación del distrito de Guernica), realizó muchas actividades profesionales en Guernica y su comarca.
Realizó, entre otros proyectos, Iglesia de San Francisco de Asís de Bilbao, el Hotel Ritz, el palacio de Zabálburu, la Maternidad de Santa Cristina y el Ateneo en Madrid. Así como la tumba de María Teresa de Borbón en El Escorial o el monumento a Cervantes en la Plaza de España de Madrid.
Entró en la Real Academia de Bellas Artes el 6 de junio de 1904 y ocupó el cargo
de Censor de Cuentas.
Murió el 16 de noviembre de 1941 en Madrid.
El padrino, Manuel Allendesalazar (1856-1923)
Manuel Allende Salazar nació en Guernica el 23 de agosto de 1856. Estudio ingeniería agrónoma y en 1880 ganó la cátedra de e legislación, economía y contabilidad agraria.
Fue un político activo, militó en el Partido Liberal-Conservador,. Fue alcalde de Madrid y en 1884 fue diputado por el distrito de Guernica repitiendo el cargo en las elecciones de 1886 y 1891. En las elecciones de 1899 obtuvo el acta de senador por Lérida y al año siguiente fue nombrado "senador vitalicio" por el rey Alfonso XIII y poco después, el 6 de julio de ese mismo año, ministro de hacienda, luego en 1902, de Instrucción Pública y en 1903 de Agricultura y en 1908 de Estado. Ocupó el cargo de gobernador del Banco de España entre los años 1904 a 1905 y en 1919. Ese año le nombraron Presidente del Gobierno y al año siguiente, en mayo de 1920, fue relevado del cargo por Eduardo Dato. Dato fue asesinado el 7 de mayo de 1921 y Salazar volvió a la jefatura del Gobierno hasta que por motivo del desastre de Annual fue destituido y sustituido por Antonio Maura. Falleció el 17 de mayo de 1923 en Madrid.
El intermediario, Antonio Comyn Crooke (1858-1931)
Antonio Comyn Crooke, Conde de Albiz y cuñado de Manuel Allendesalazar, nació el 4 de marzo de 1858 en Madrid. Participó en política y fue elegido Diputado en las elecciones de 1891, 1893, 1898 y 1899. Luego entre 1901 a 1902 fue senador por Gerona y entre 1907 por Palencia. Ostentó los cargos de Fiscal del Tribunal de Cuentas y Subsecretario de la Presidencia del Consejo de Ministros.
Antonio Comyn participó en el accionariado de muchas empresas españolas en espacial del sector del transporte. Fue presidente de la Compañía Eléctrica Madrileña de Tracción y consejero en los ferrocarriles de Zafra a Huelva y Central de Aragón. Tenía una estrecha relación con Manuel Allendesalazar lo que le llevó a invertir en el ferrocarril Amorebieta-Guernica.
El ingeniero, Pablo de Alzola y Minondo (1841-1912)
Pablo de Alzola nació el 27 de junio de 1841 en San Sebastián. Fue un hombre polifacético que trabajó en muchos y diferentes proyectos.
Estudió en Madrid ingeniería de Caminos, Canales y Puertos y comenzó su carrera profesional en Andalucía donde participó en la construcción del puente sobre el Guadalhorce en Málaga en 1869 y en la mejora de las carreteras de Cádiz y Almería. Luego se trasladó a Bilbao donde realizó numerosos trabajos y participó en política, primero del partido Liberal y a partir de 1894, debido a los enfrentamientos del capitalismo vizcaíno con Sagasta por la cuestión arancelaria, del conservador, llegando a ser alcalde de la villa en 1877, presidente de la Diputación de Vizcaya entre 1886 y 1890 y director general de Obras Públicas durante el gobierno de Silvela en el año 1900. En 1901 salió elegido diputado a Cortes por Boltaña (Huesca) y entre 1907 y 1909 Senador por Vizcaya. Fue vocal de los consejos de administración de diversas empresas, entre las que destaca Altos Hornos de Vizcaya, y presidente de la Liga Vizcaína de Productores.
Participó profesionalmente en numerosos proyectos ferroviarios y escribió muchos libros relacionados con las obras públicas y los ferrocarriles.
Murió en Bilbao el 25 de octubre de 1911.